# 大村 (三木市)
大村（おおむら）は、兵庫県三木市の大字。旧・美嚢郡久留美村大字大村、旧・美嚢郡三木町大字大村。郵便番号は673-0404。

## 地理

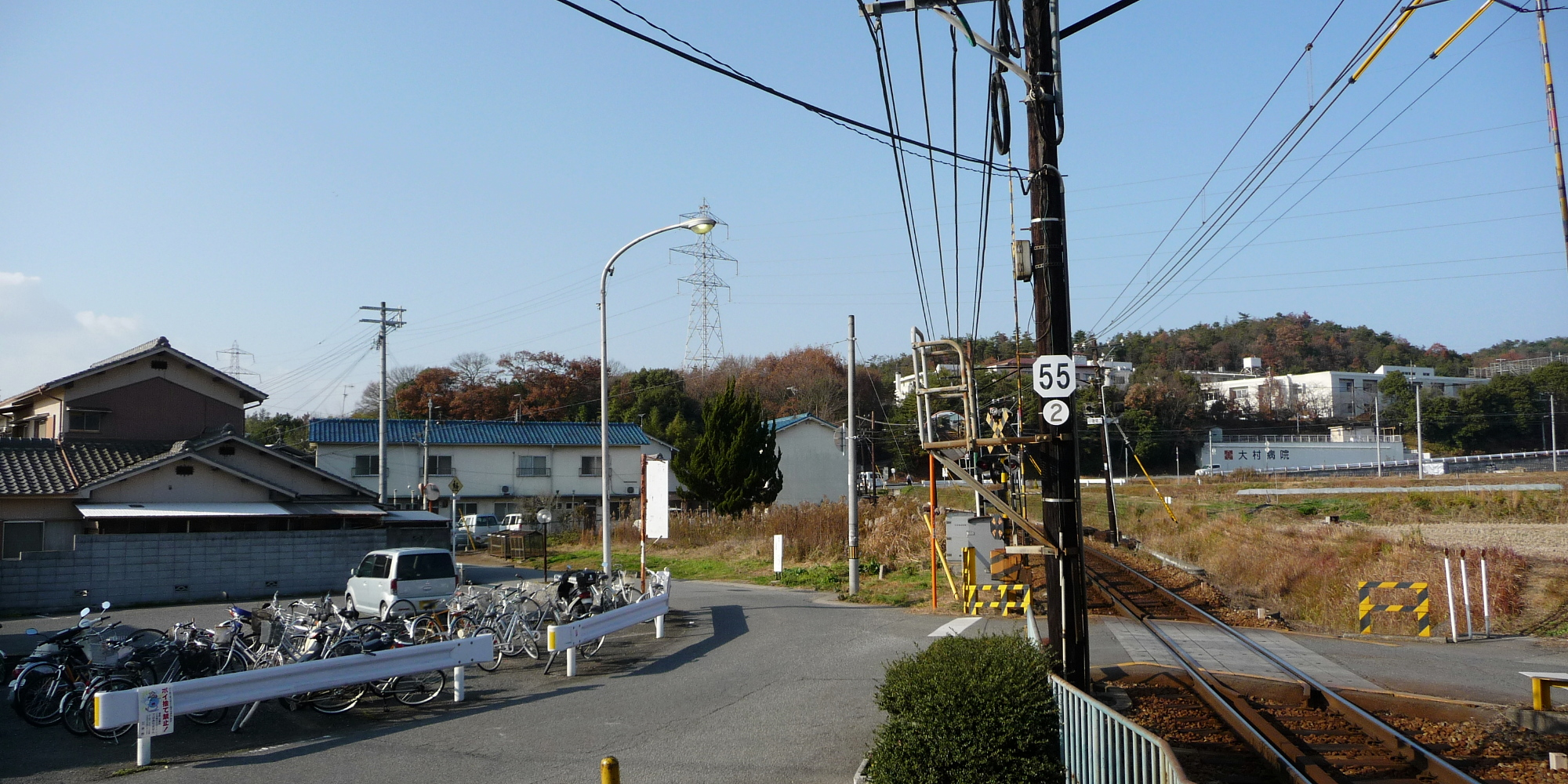
神戸電鉄粟生線の大村駅周辺の街並み

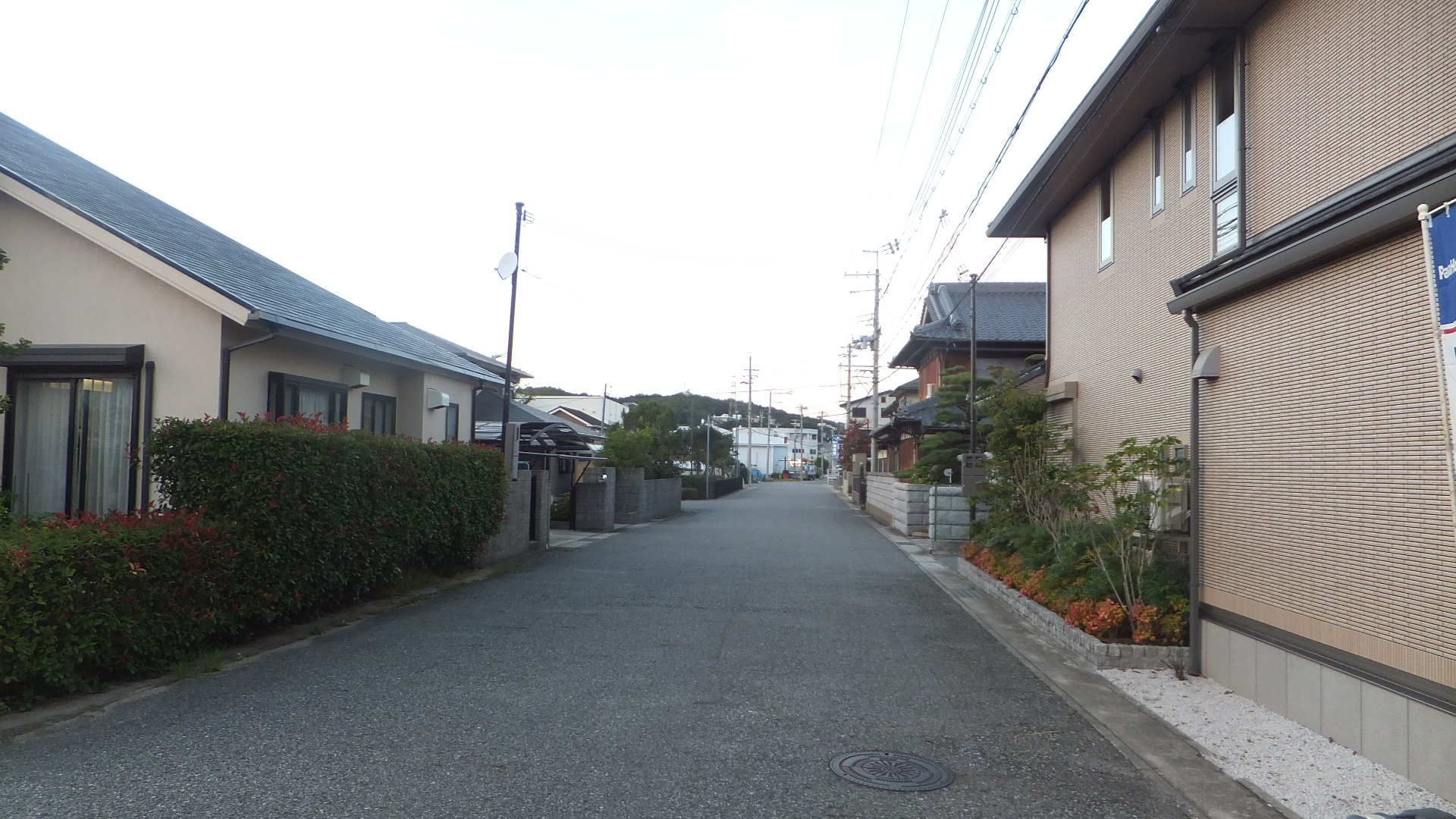
大村にある新興住宅地

三木市久留美地区の西側に位置し、美嚢川下流右岸の播磨平野の一部、山陽自動車道三木小野インターチェンジから国道175号（三木バイパス）を南側に500 mの場所に位置している。北側の丘陵地は小野市と接している。大村一丁目の住居表示実施区域と未実施区域が混在する。三木市中心部の西側の玄関口として機能している。第二次世界大戦後に神戸電鉄粟生線大村駅が開業すると、宅地開発が進み、南側は金物卸売団地になったが、1974年頃までは農業地帯として残されていた。1974年頃から大規模な店舗が進出すると三木市街地の西側にあり、市街地に近接していることから、徐々に市街化が進み、店舗が増加した。更には1996年に山陽自動車道三木小野インターチェンジが開通すると近くにあることから好立地になり、店舗がさらに増えた。三木市の都市計画により、玄関口として「大村商業拠点」として開発され、主に三木小野インターチェンジ・兵庫県道360号正法寺三木停車場線を核に商業施設が進出している。東側は平田・西側は別所町近藤、鳥町・南側は別所町高木・北側は小野市樫山町、匠台と接する。飛び地として山陽自動車道三木サービスエリア上り線（店舗・休憩施設部分とガソリンスタンド）がある。

### 住居表示実施区域
美嚢川下流から北側に位置している。三木市の都市計画により、「大村商業拠点」として機能しており、1丁目を新設した。ナフコ三木店などの商業施設・まいどおおきに食堂（大村食堂）などの飲食施設が進出し住宅開発が行われている。

### 住居表示未実施区域
南側は元々農業地帯であったが、三木市の都市計画により、「大村商業拠点」に該当しており、現在はイオン三木店などの商業施設が進出している。三木金物卸売団地が立地し、兵庫県道360号正法寺三木停車場線の沿線にはイオン三木店などの商業施設が立地している。中央部は古くからの住宅地と農地であり、谷大膳の墓・神戸電鉄粟生線大村駅・大村病院が立地している。西側は国道175号（三木バイパス）と兵庫県道360号正法寺三木停車場線の交点に位置しており、三木市の中心部の西側の玄関口として機能している。大村駅から山陽自動車道から南側は平野部であり、農地と住宅地が混在している。山陽自動車道から北側は小野市との境界になっている。山地である。谷間に金剛寺谷川が流れており、農業地帯である。また、金剛寺が立地している。三木サービスエリア上り線（大門1067-110、ガソリンスタンドは1067-110）もこちらである。

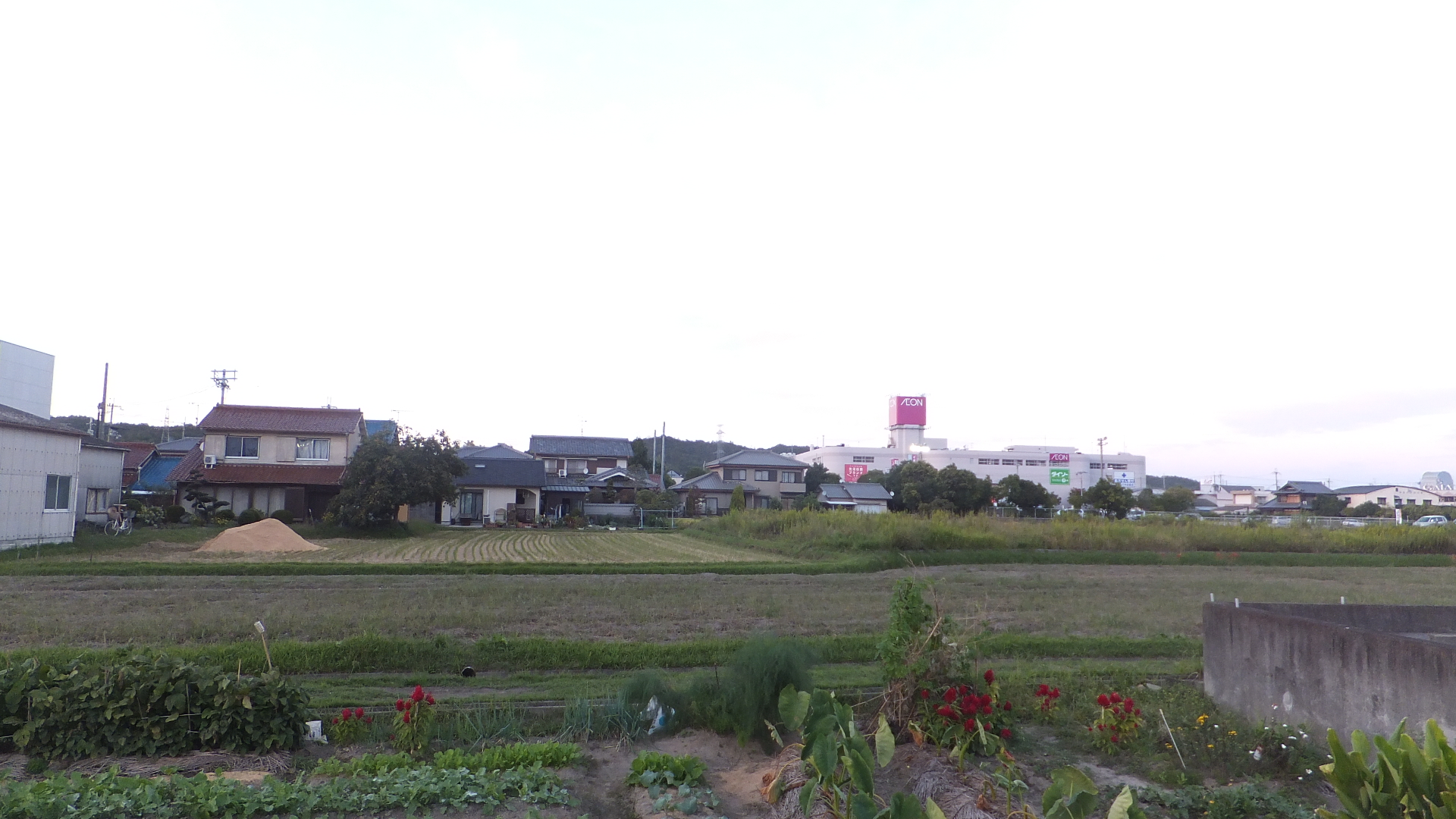
美嚢川の近くに位置している農業地帯
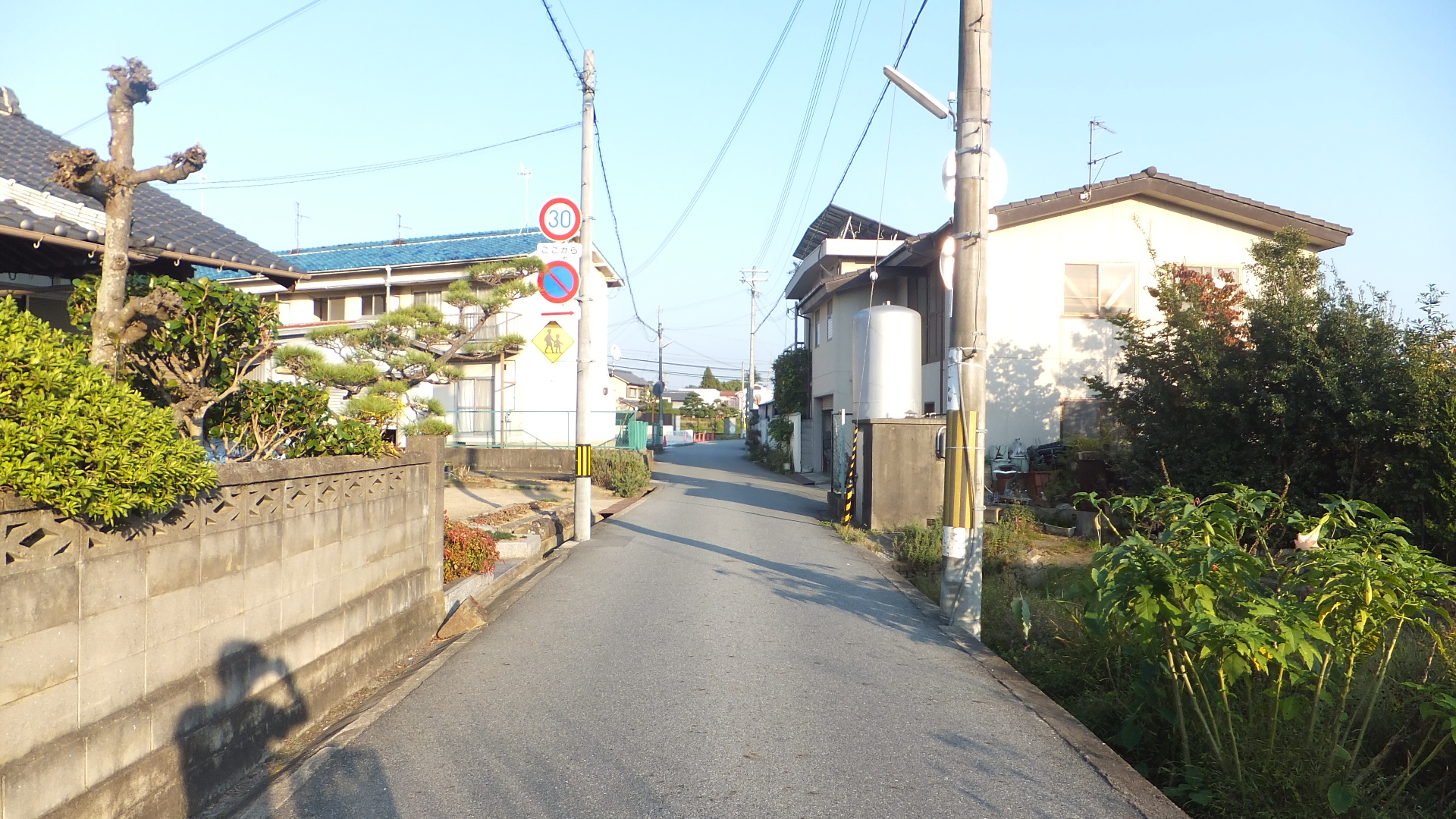
神戸電鉄粟生線大村駅の近くに位置している混在している住宅地帯と農業地帯
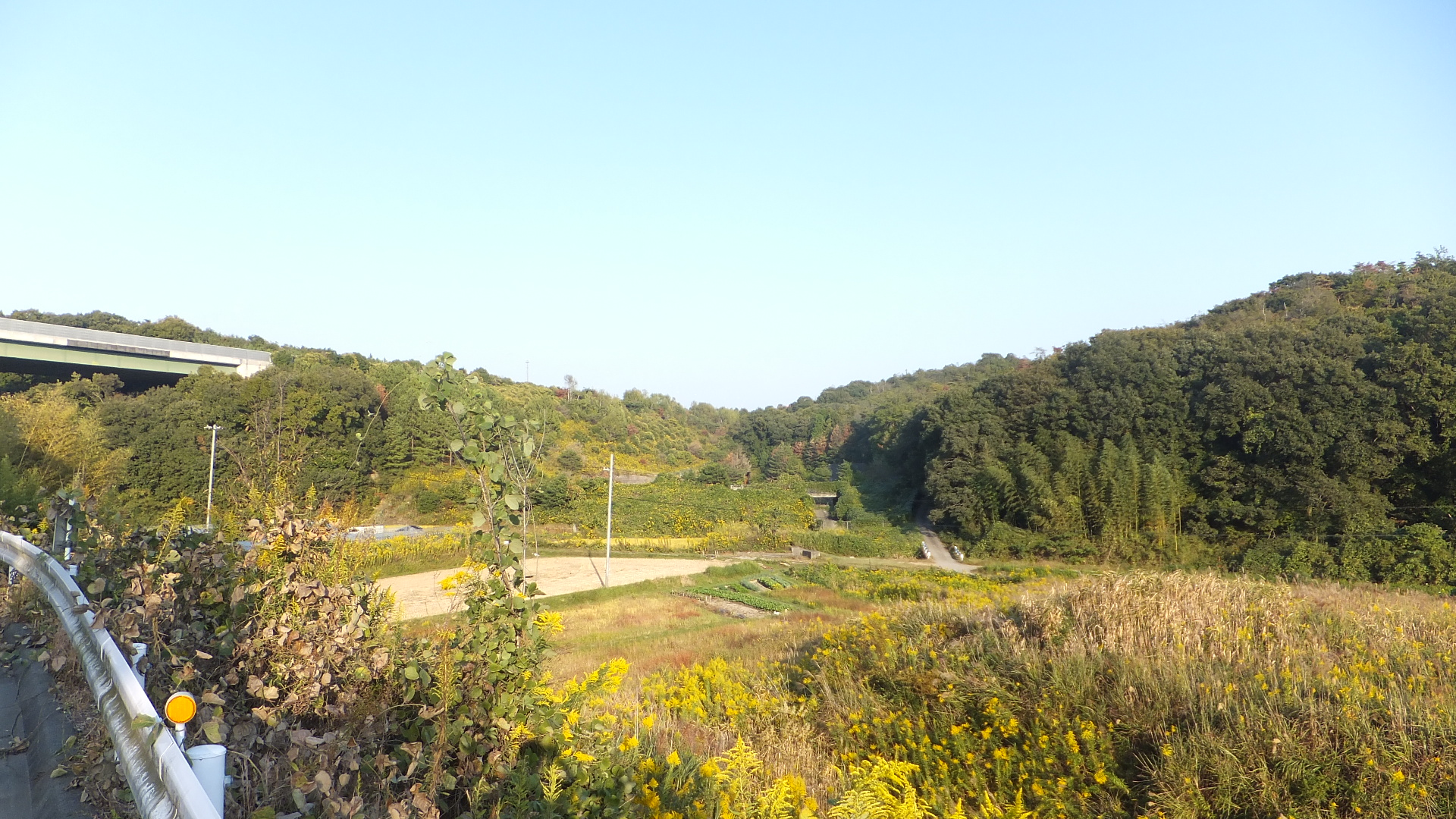
山陽自動車道から南側の近くに位置している農業地帯
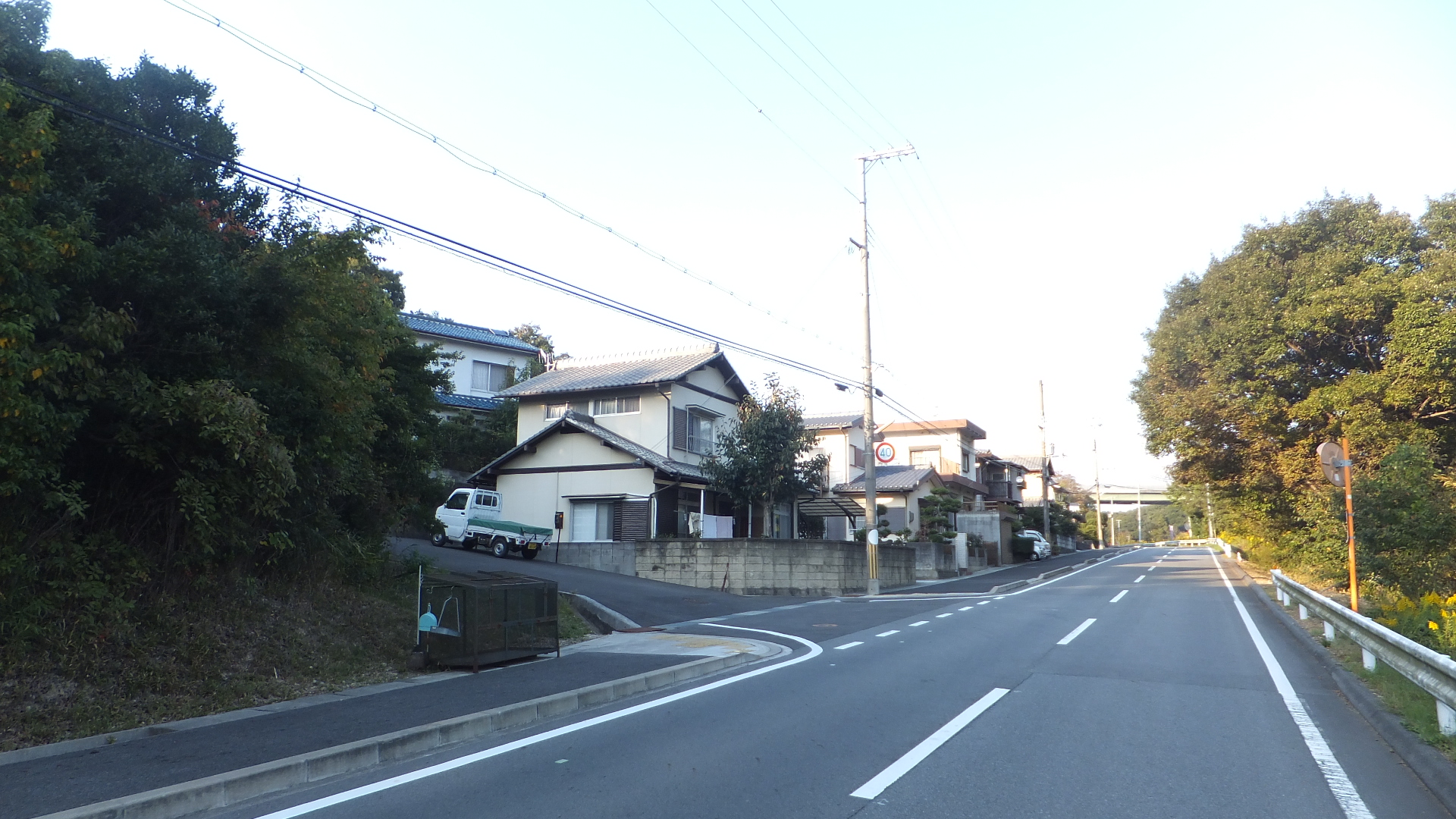
山陽自動車道から南側の近くに位置している住宅地帯
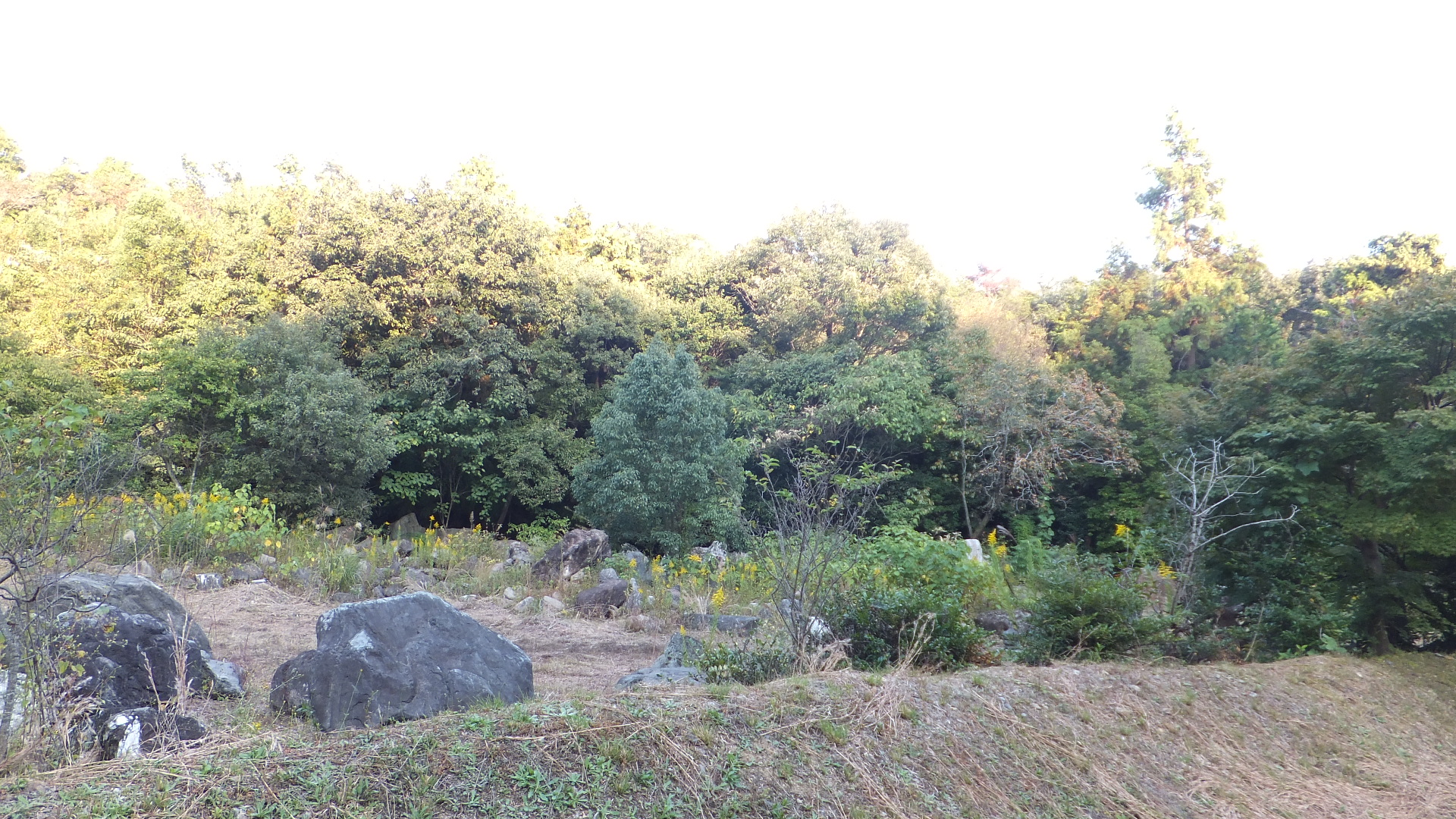
小野市との境界付近の近くに位置してる山岳地帯

## 歴史
江戸時代初頭には姫路藩領であったが、1617年からは明石藩領である。三木地区の西側の農業地帯として発展していた。

### 地名の由来
古くから開けており、現在の鳥町と合わせて、「大鷲村」と呼ばれていたが、村の規模が大きくなったことから、西側を鳥町に東側を大村へと分割された。ただし、「美嚢郡誌」では「白鳥ノ社」と呼ばれていた。由来は不明であるが、大きな村ではないことは確かである。

### 沿革
- 1617年 - 明石藩領になり、地方町・大村町になる[9][10]。
- 1889年 - 大村町から久留美村大字大村になる[6][10]。
- 1951年3月15日 - 三木町に編入され、三木町大字大村になる[6][10]。
- 1951年12月28日 - 神戸電鉄粟生線大村駅が開業する[9][10]。
- 1954年6月1日 - 三木市を新設し、三木市大村になる[10][6][14]。
- 1980年10月6日 - 三木金物卸商業団地が完成する[15]。
- 1997年10月6日 - 三木市道末広鳥町線が開通する[16] [17] [18]。
- 2000年4月1日 - 国道175号（三木バイパス）が4車線として開通する[16][17][18]。
- 2008年8月1日 - 三木夏まつり花火大会の会場として当地が最後になる[19]。

### 字域の変遷
| 実施前                 | 実施年        | 実施後               |
| ---------------------- | ------------- | -------------------- |
| 美嚢郡久留美村大字大村 | 1951年3月15日 | 美嚢郡三木町大字大村 |
| 美嚢郡三木町大字大村   | 1954年6月1日  | 三木市大村           |

## 小・中学校の学区

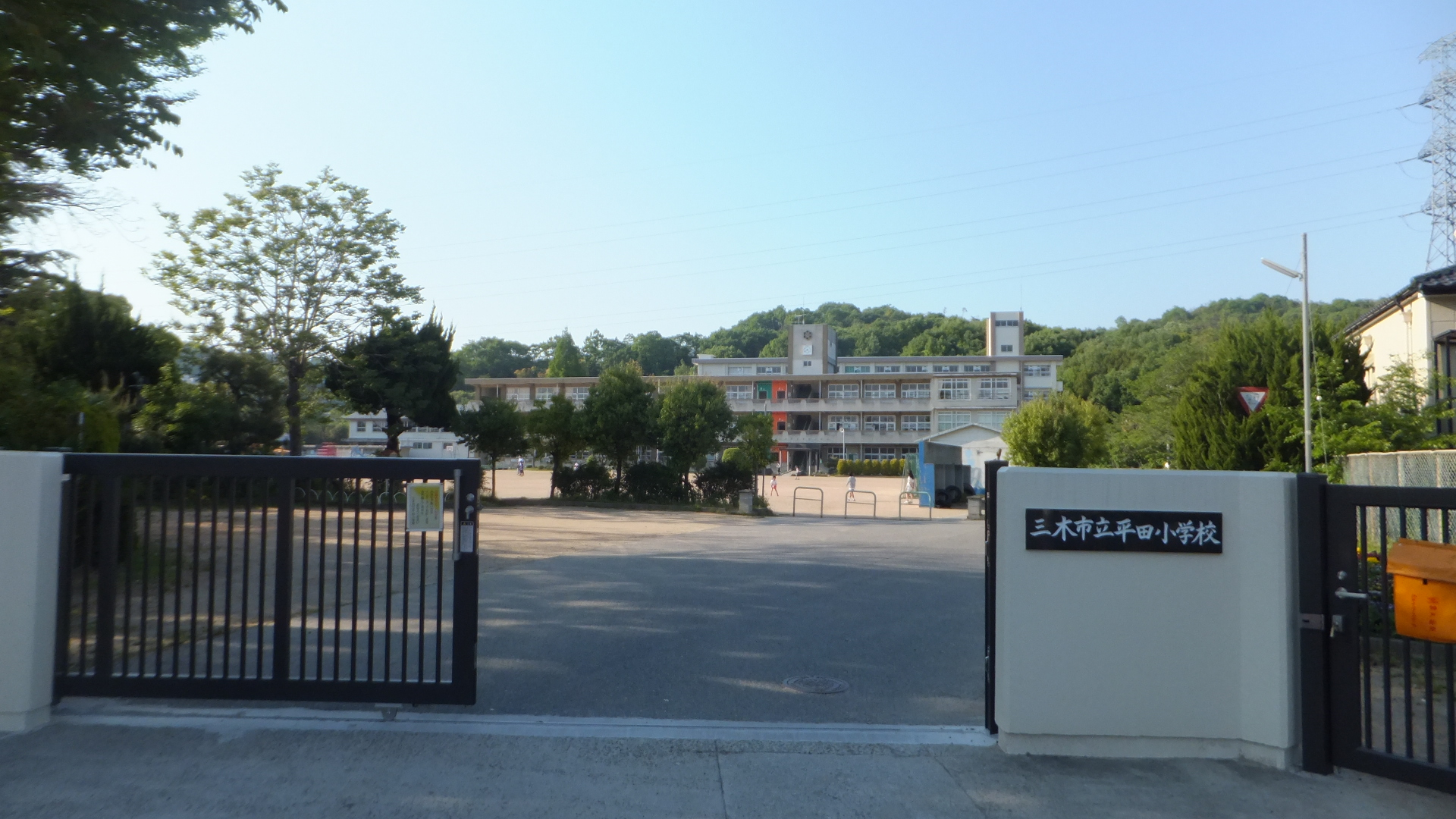
三木市立平田小学校

| 大字 | 番地 | 小学校             | 中学校             |
| ---- | ---- | ------------------ | ------------------ |
| 大村 | 全域 | 三木市立平田小学校 | 三木市立三木中学校 |

## 交通

### 鉄道
- 神戸電鉄粟生線
  - 大村駅

### バス
- 神姫バス
- みっきぃバス

### 道路
- 山陽自動車道（通過のみ）
- 国道175号（三木バイパス）
- 兵庫県道23号三木宍粟線（旧国道175号）
  - 小野市との境界付近に大村坂が位置する[9][10]。
- 兵庫県道360号正法寺三木停車場線

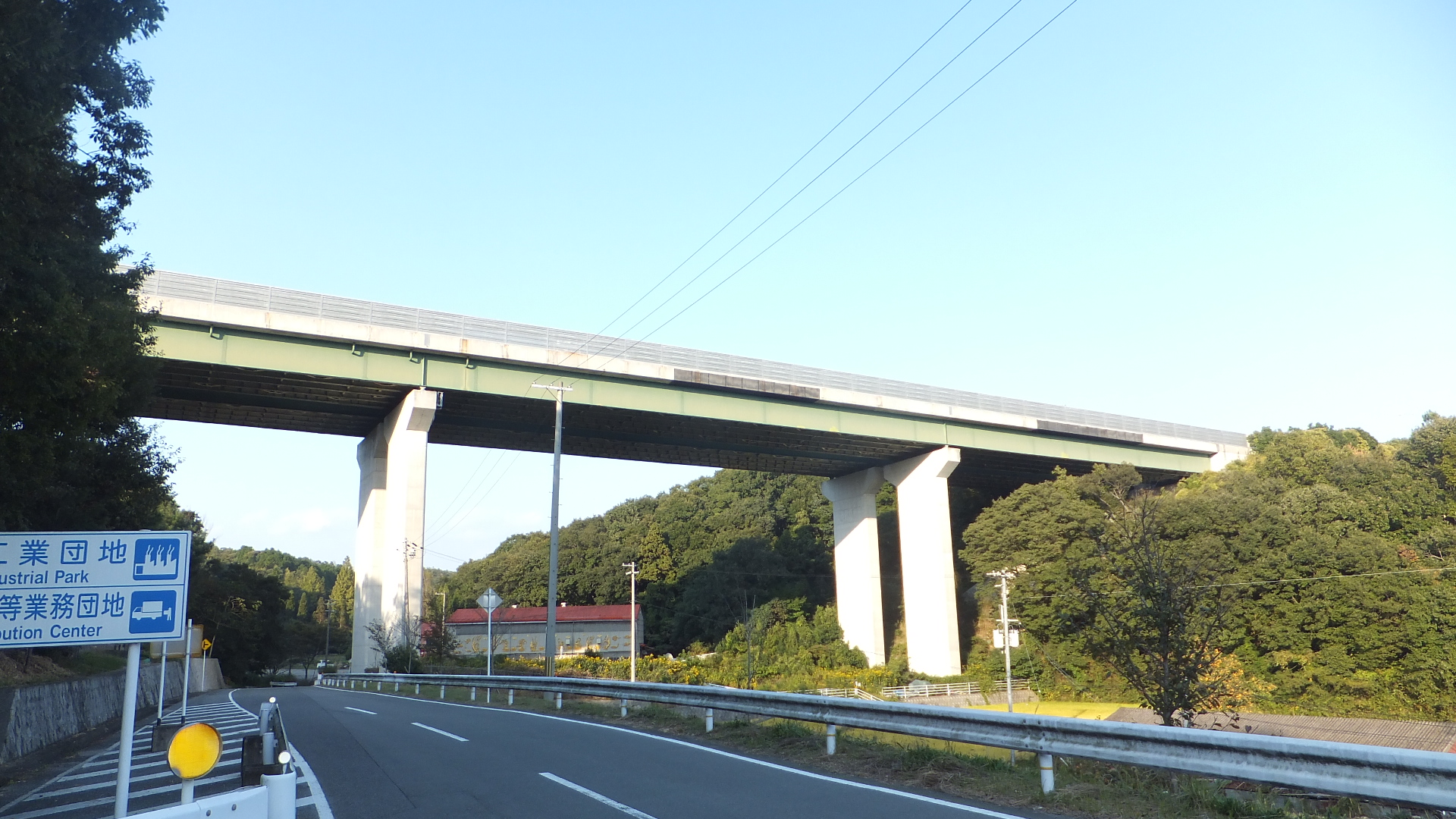
山陽自動車道
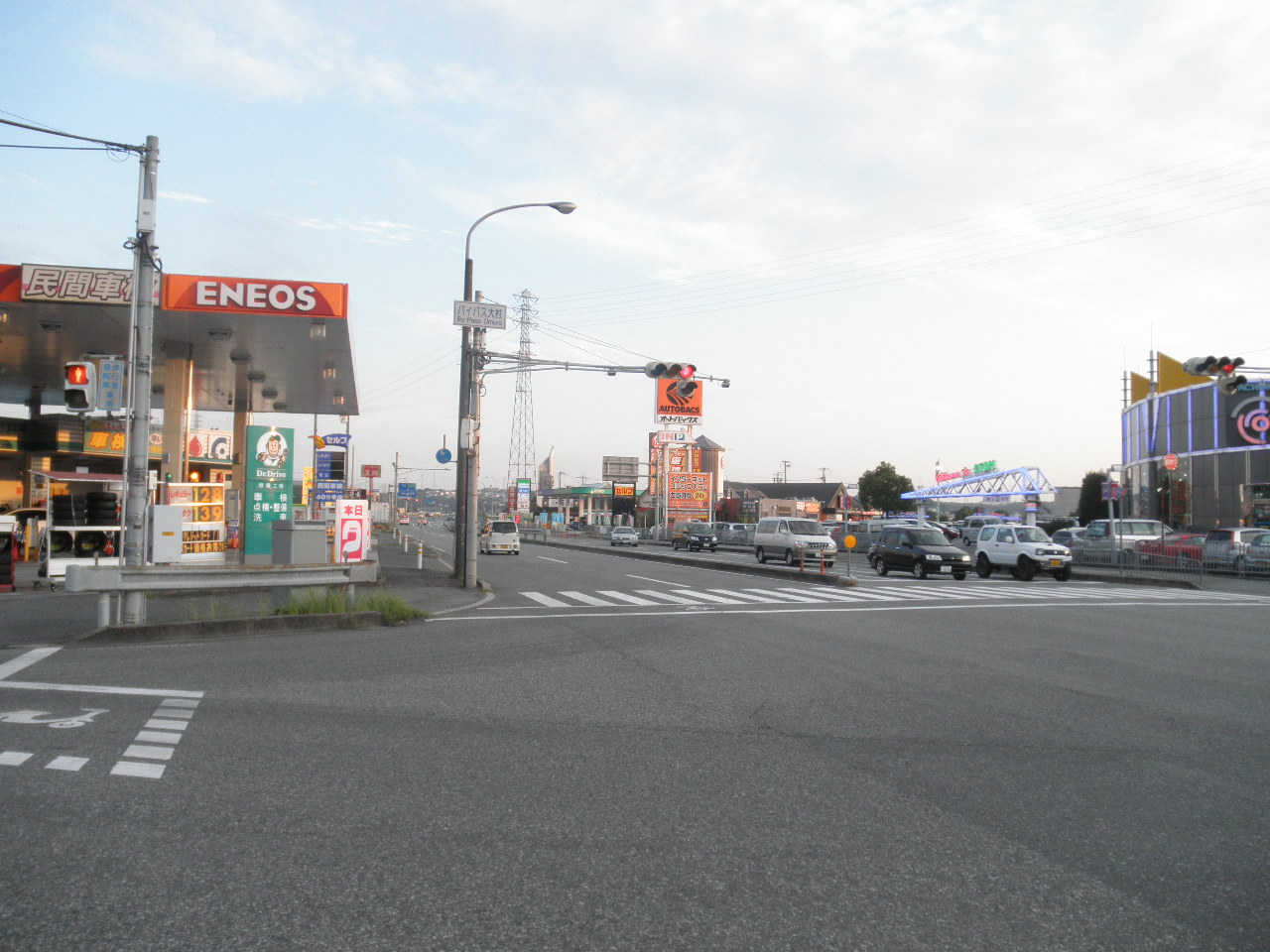
国道175号三木バイパス
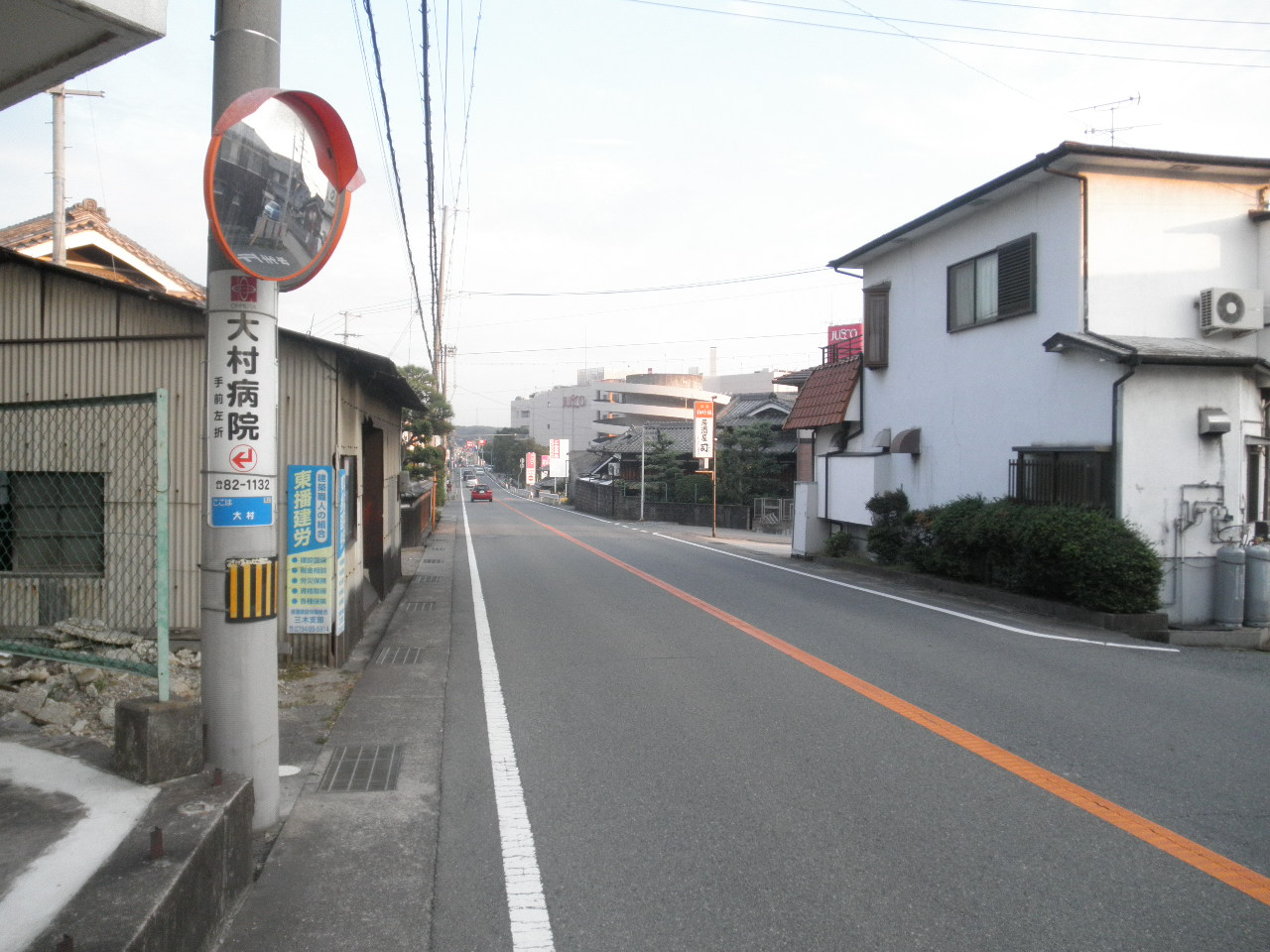
兵庫県道23号三木宍粟線

## 施設
- 三木市立平田小学校
- 大村病院
- エンゼル認定こども園
- 金剛寺[7][8]
- 増福寺[9][10]
- 大将谷大膳一族の墓地[6]
- 三木金物卸商業団地協同組合[15][9][10]
- 水空間営業本部、物流センター
- 日新信用金庫三木支店
- 大村由己の記念像
- SynerGym 三木小野インター店
- りらくる三木店

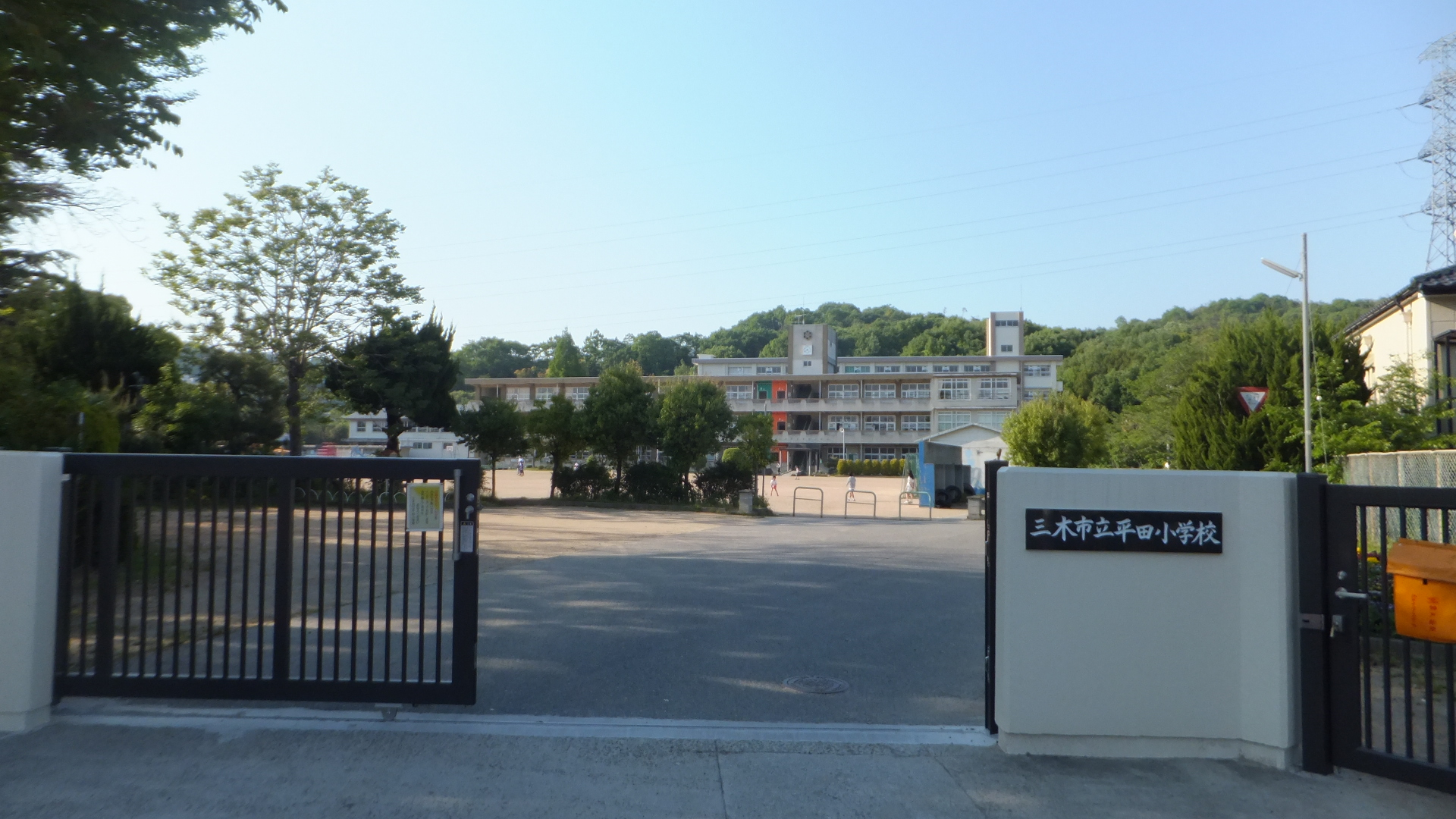
三木市立平田小学校
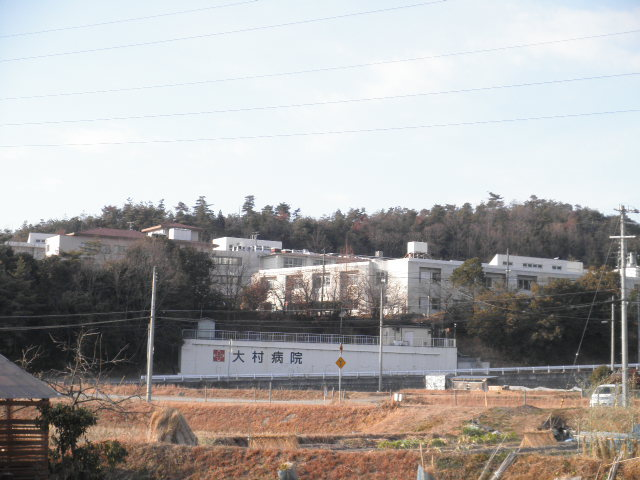
大村病院
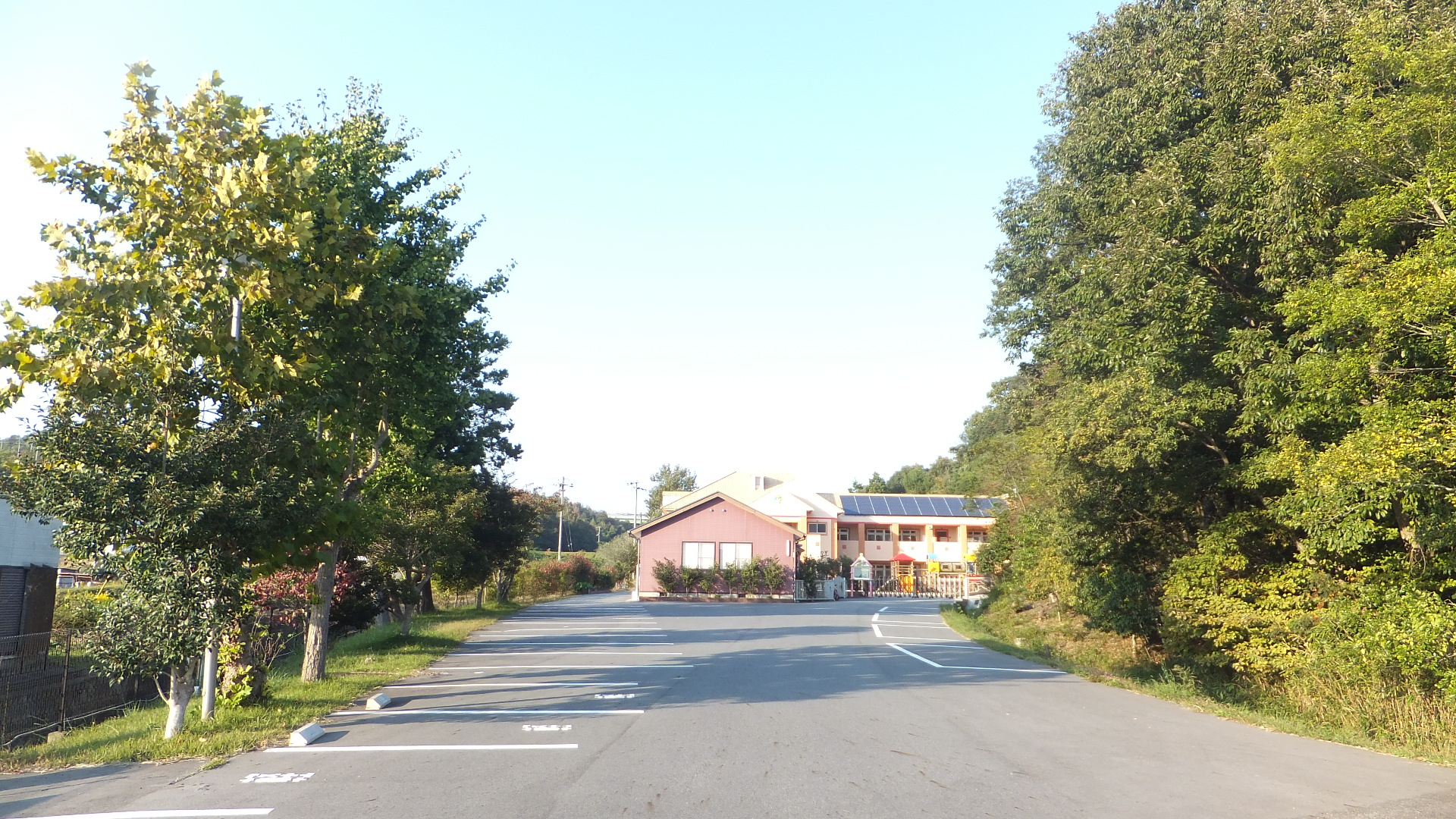
エンゼル保育園
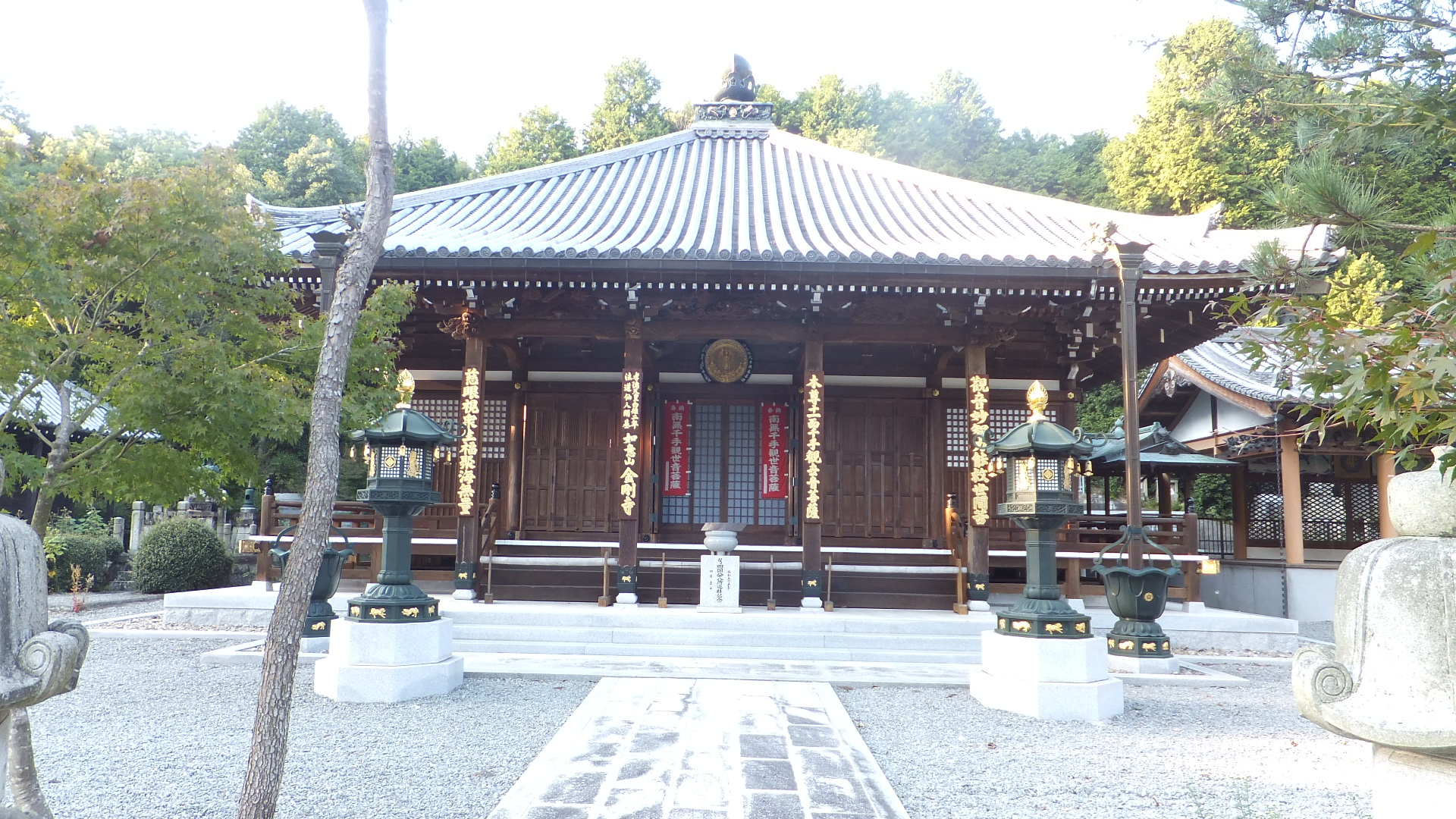
金剛寺
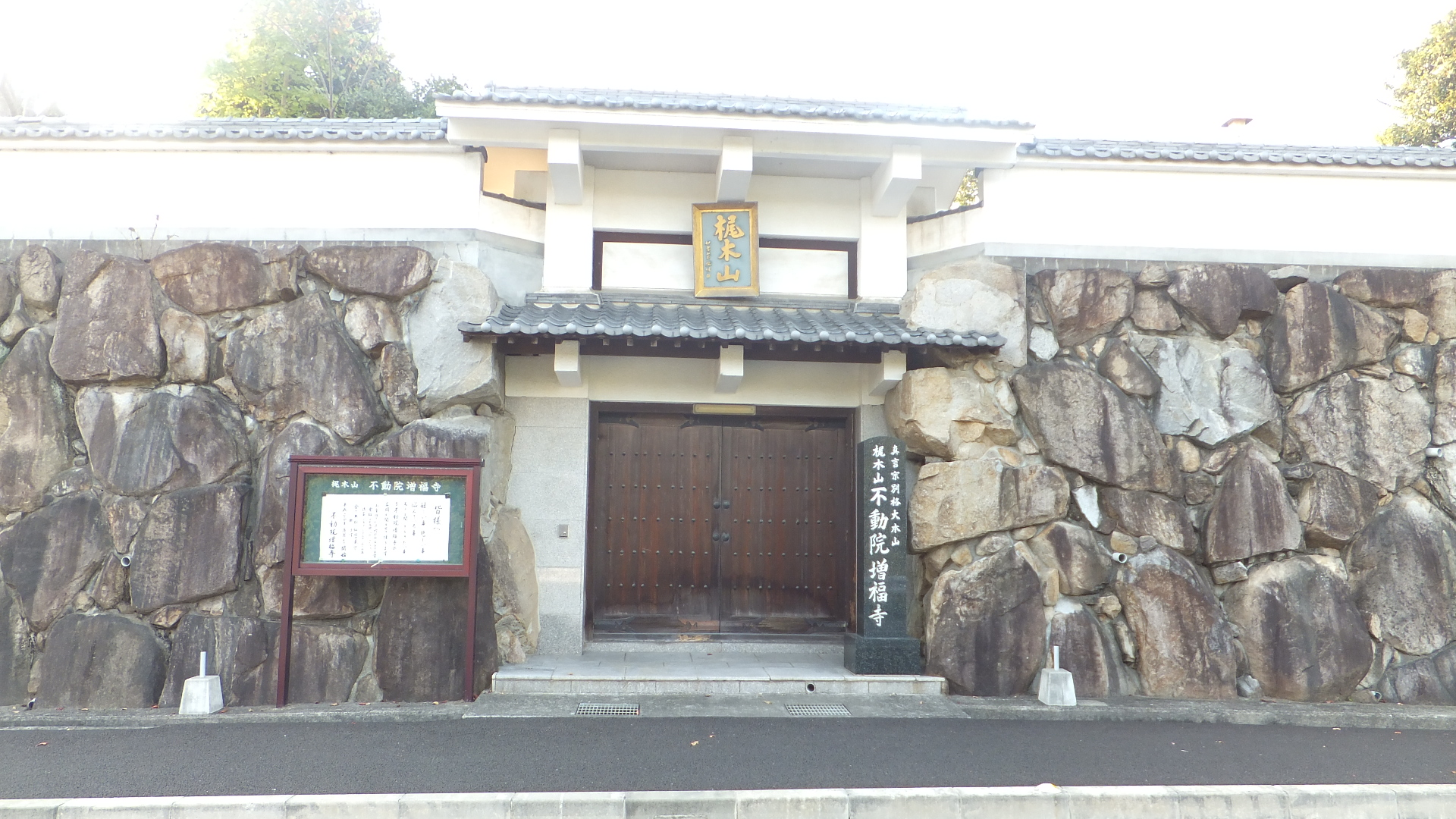
増福寺
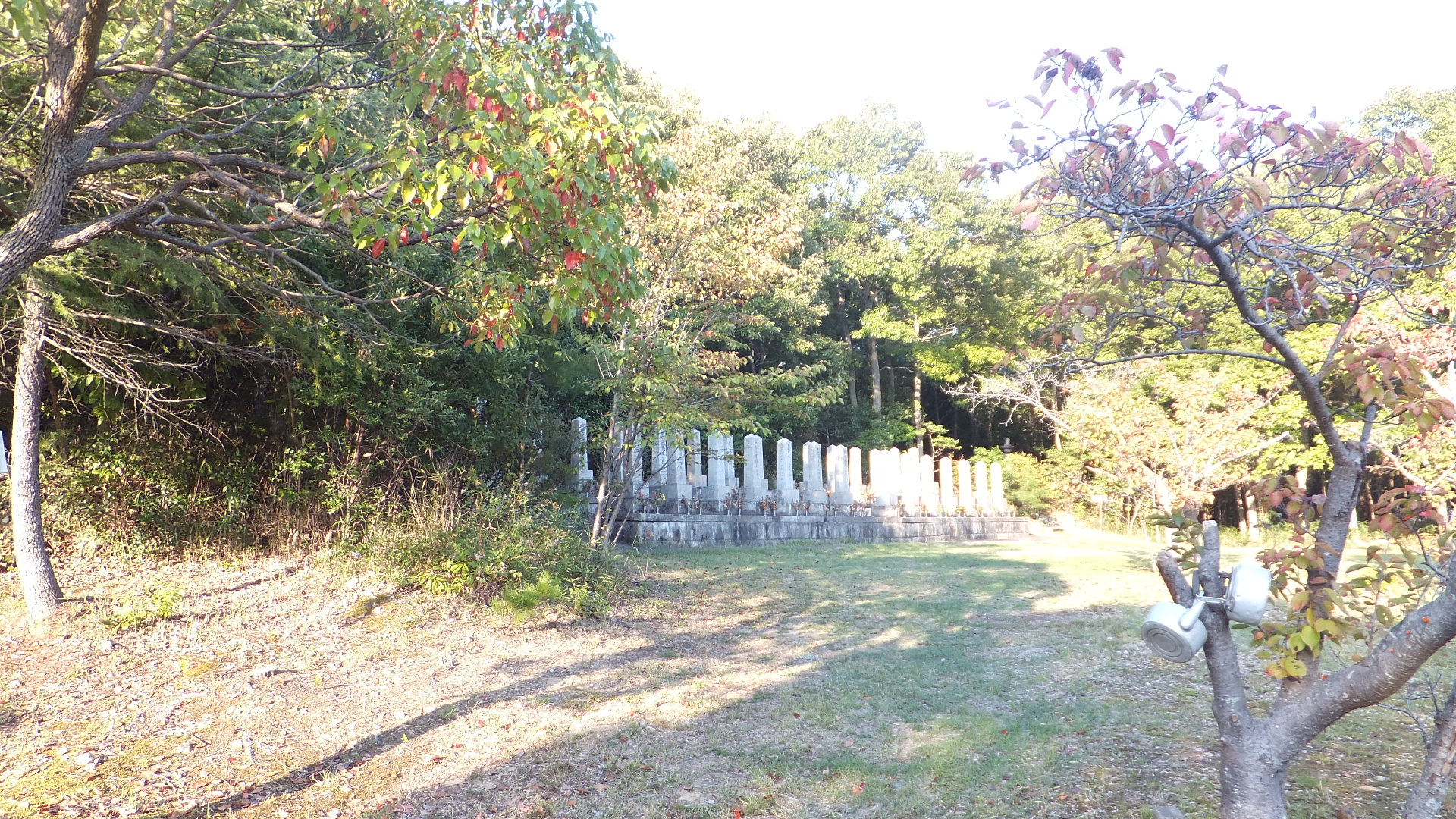
谷大膳の軍人の墓
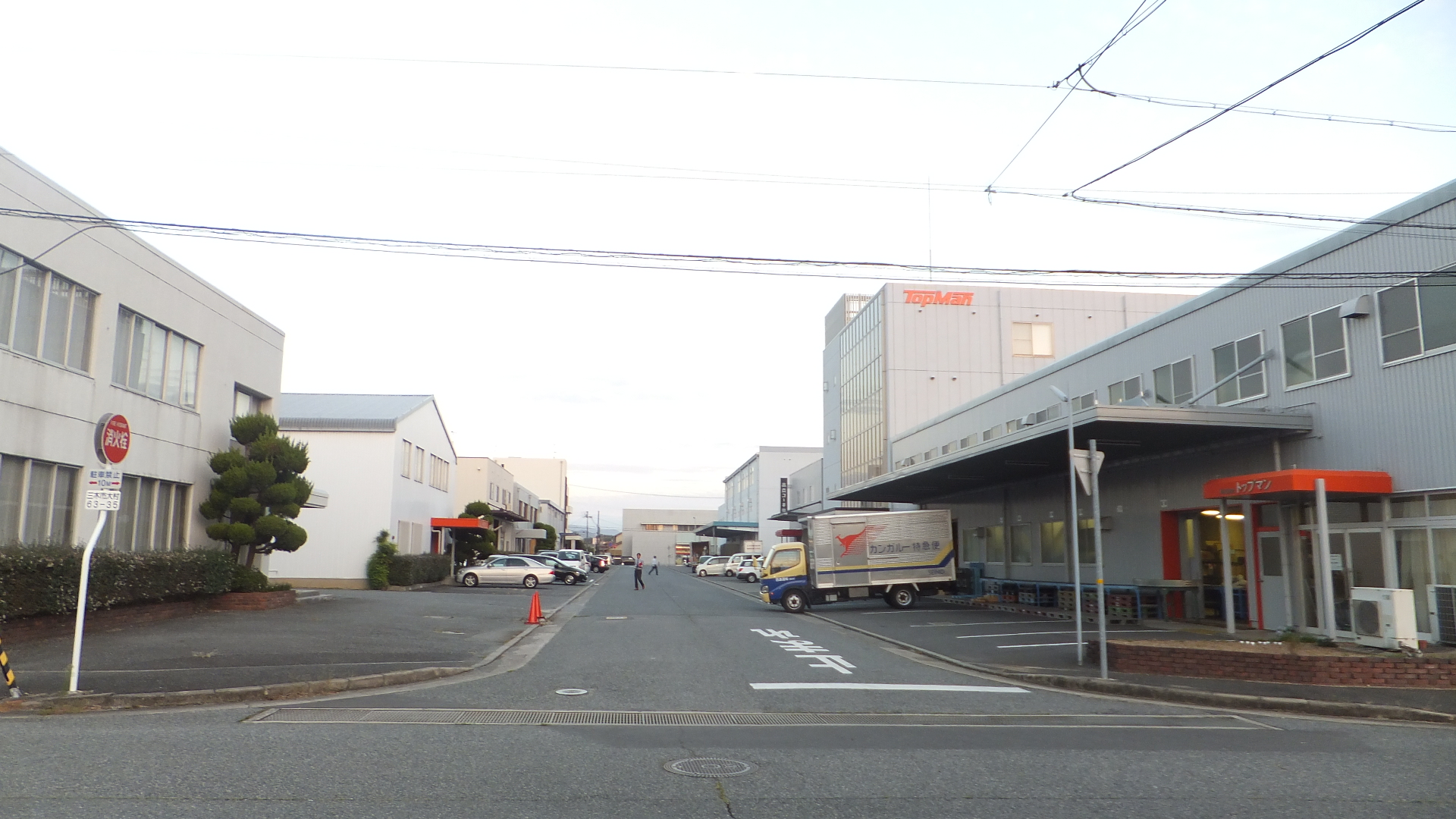
三木金物卸商業団地
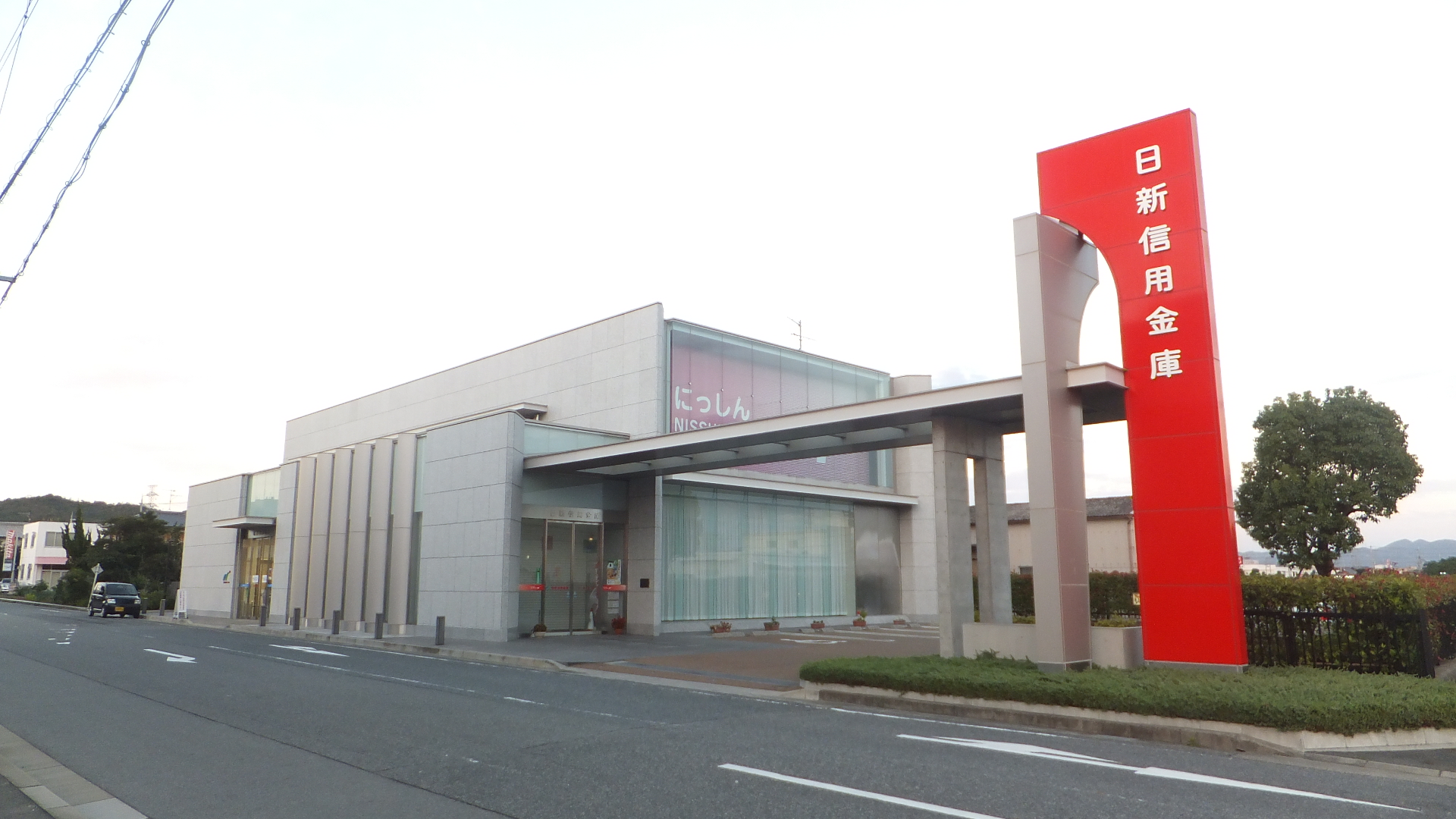
日新信用金庫三木支店
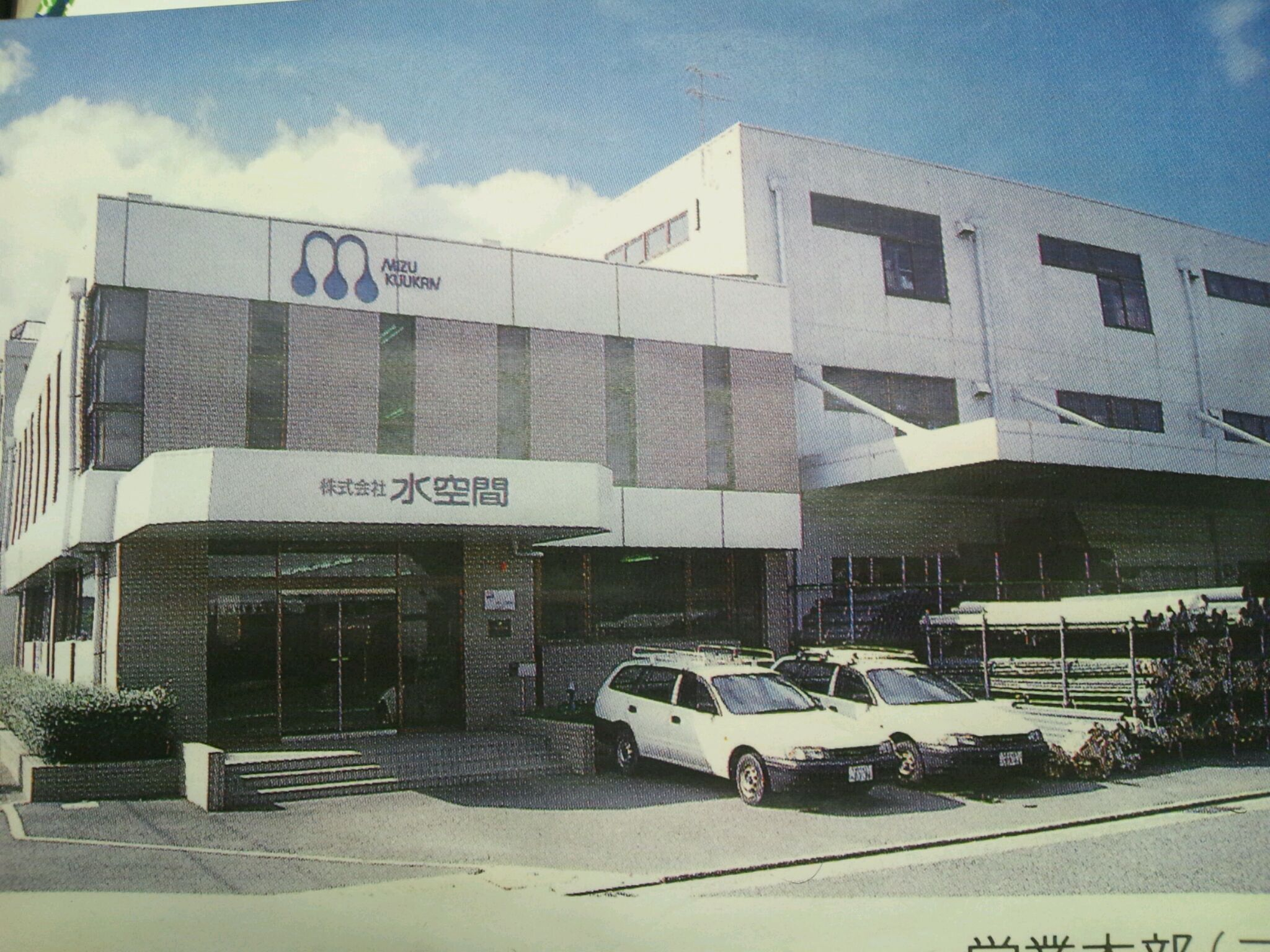
水空間 営業本部・物流センター
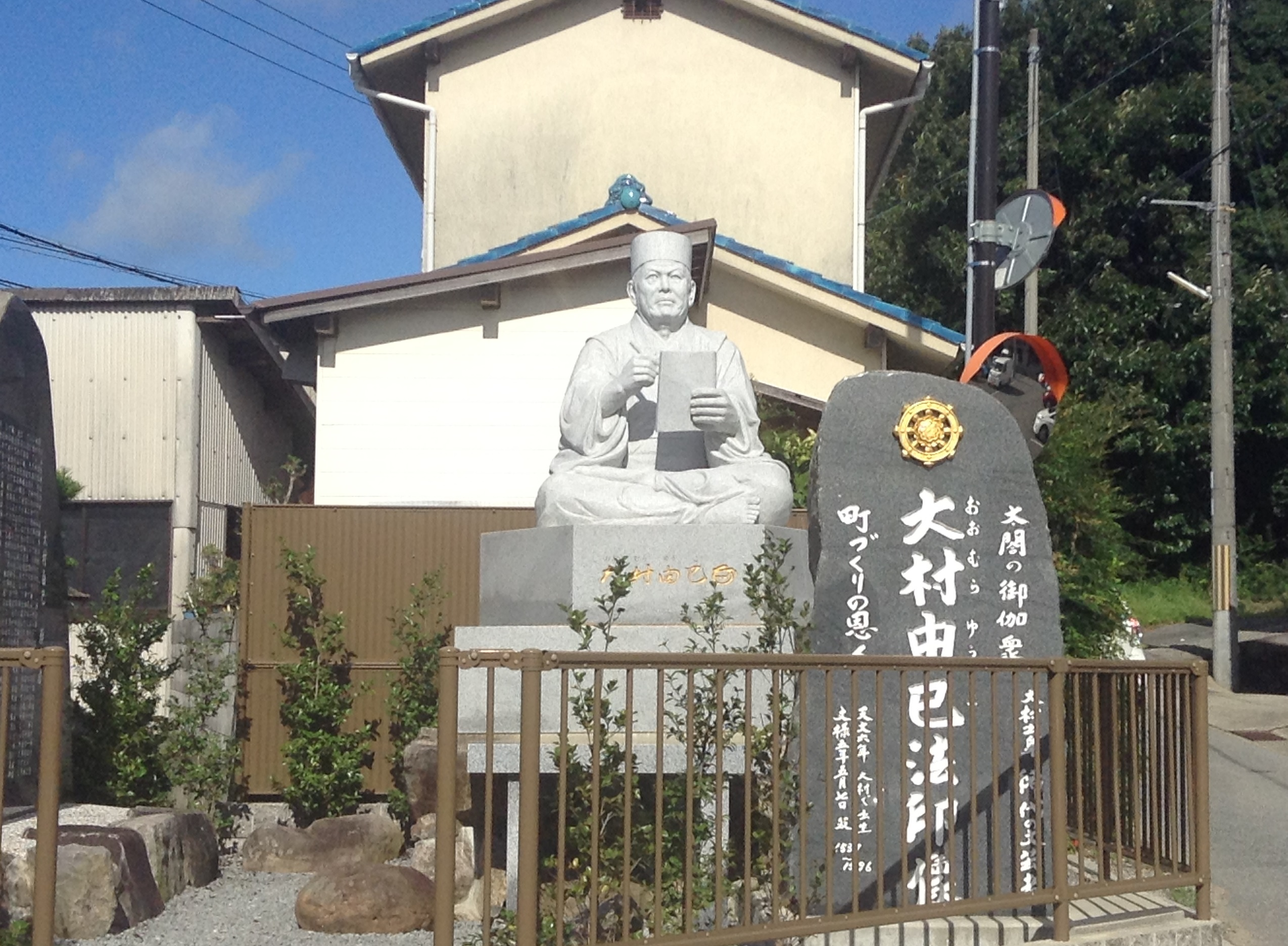
大村由己の記念像

### 公園
| 場所     | 名称         | 画像 | 面積（ha） | 計画決定      | 事業認可       |
| -------- | ------------ | ---- | ---------- | ------------- | -------------- |
| 小字砂   | 大村公園     |      | 0.10       | 1984年9月10日 | 1984年10月23日 |
| 小字高柳 | 大村第二公園 |      | 0.17       | 1995年10月3日 | なし           |

### 商業施設

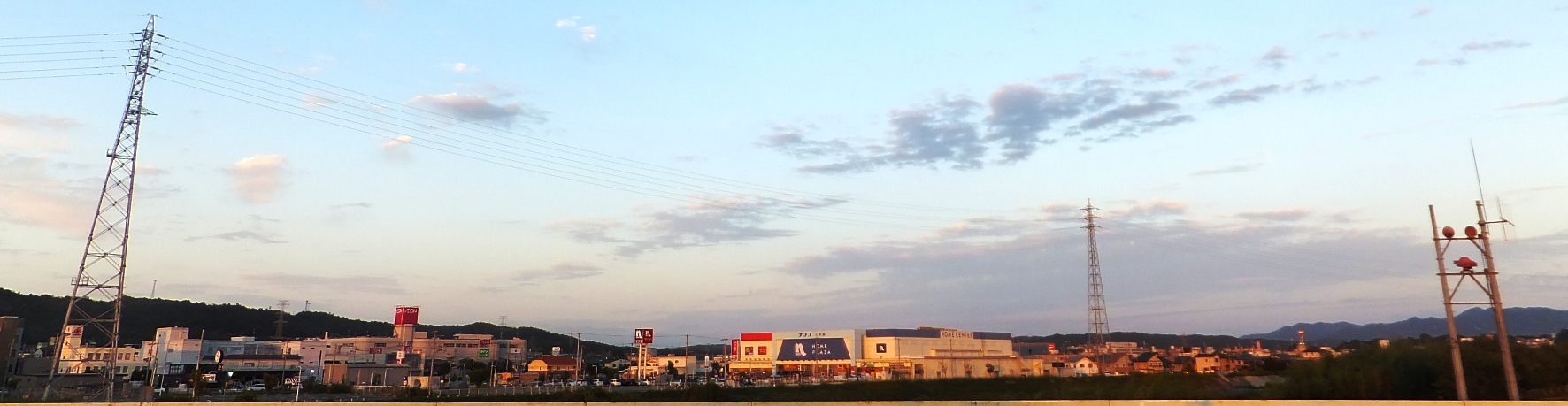
三木市の都市計画によって計画された「大村商業拠点」の商業施設群

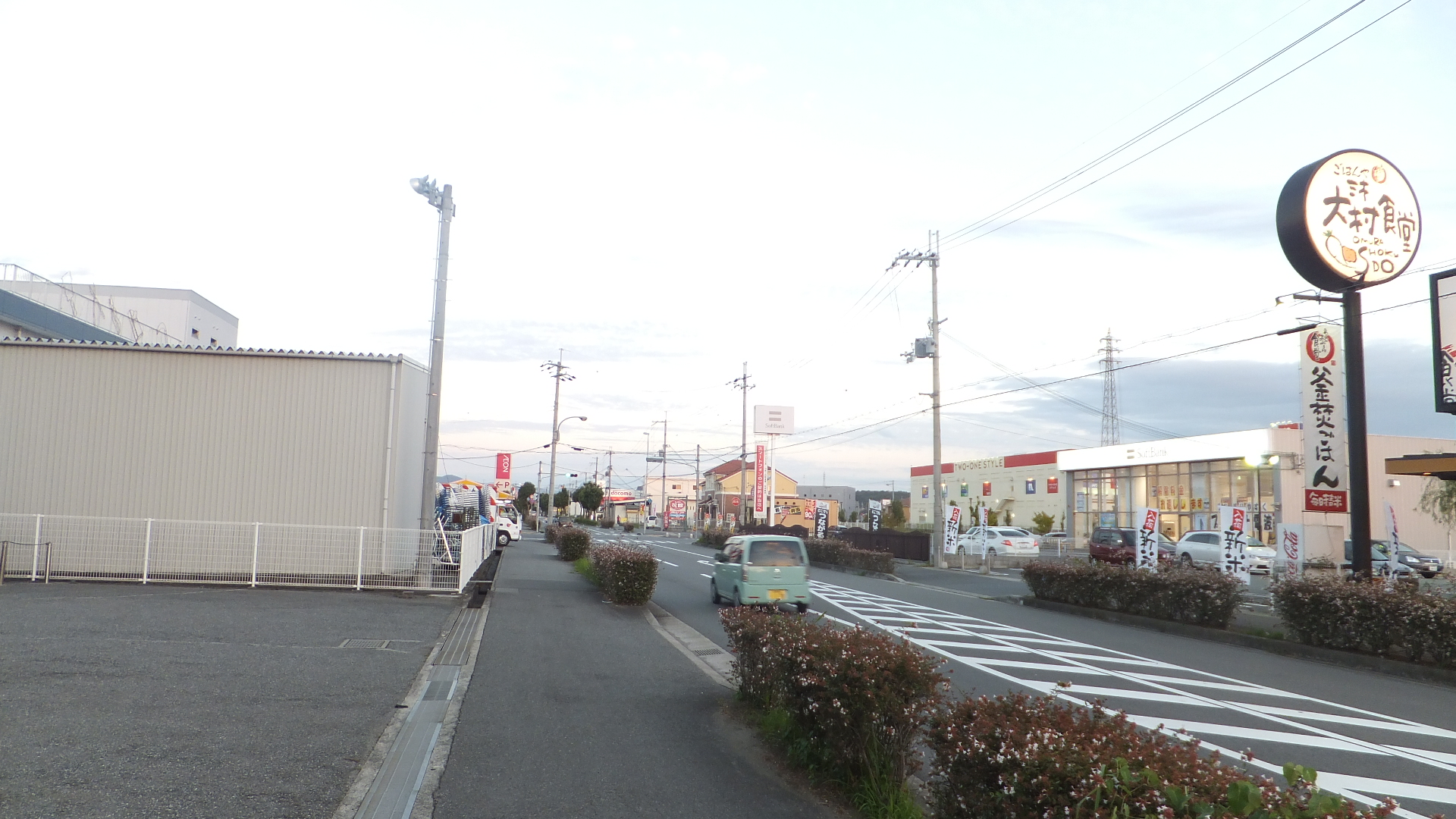
大村商業拠点の街並み

三木市の都市計画により、「大村商業拠点」として開発され、商業施設が進出している。1974年頃に大規模な店舗が当地に進出したのを機に農業地帯から商業地帯として発展している。商店が集中している場所は主に三木小野インターチェンジ・兵庫県道360号正法寺三木停車場線の沿線に立地している。神戸電鉄粟生線大村駅などの公共交通機関からは離れており、国道175号線沿いに近く、自家用車で来店することを前提に三木市・周辺の自治体を商圏とする目的で進出している。
- 山陽自動車道三木サービスエリア上り線
  - スターバックス三木サービスエリア上り線店
  - セブン-イレブン山陽道三木SA上り店
- 西松屋三木店
- ナフコ三木店
  - 2007年12月12日に開店した[11]。
- イオン三木店（旧・ジャスコ三木店）
  - 1994年に開店した[11]。
- エディオン三木店（旧・ミドリ電化三木店）
- ニトリ三木店
- ヤマダ電機テックランド三木店
  - 2007年12月に開店。進出することによって、前施設を取り壊した[11]。
- 洋服の青山三木店
- しまむら三木店
- はるやま三木店
- まいどおおきに食堂（大村食堂）
- 北京閣三木店
- 業務スーパー三木店
- ブックオフ兵庫三木店
- ザ・ダイソー三木店・イオン三木店
- シュー・プラザ三木店
- イエローハット三木店
- かっぱ寿司三木店
- docomo三木店
  - 日産自動車三木店跡地に立地している店舗であり、2013年4月12日に開店した。
- ホンダカーズ三木店
- ネッツテラス三木
- キリン堂三木大村店
- カーテン・じゅうたん王国新三木店
- ソフトバンク三木店
- 星乃珈琲店三木店
- 餃子の王将三木店
- すし官太三木店
- オートバックス三木大村店
- 酒のスーパー足軽三木店
- フィッシュオン三木店
- つぼ八三木店
- リサイクルオフ
- タイヤセレクト三木
- メガネの三城 三木店
- ペットショップCoo&RIKU 三木店 (焼肉市場 肉りゅう、 でん三木店跡）
- フルーツランチKameya
- ラ・ムー三木西店

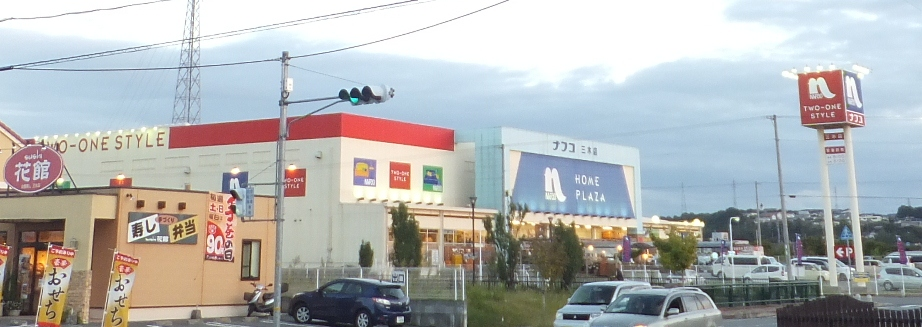
ナフコ三木店
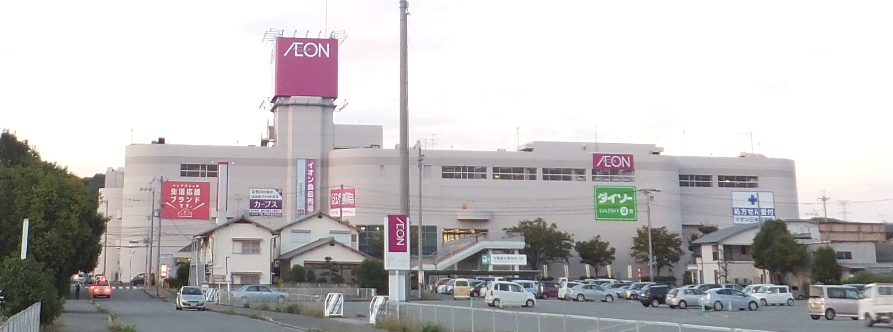
イオン三木店
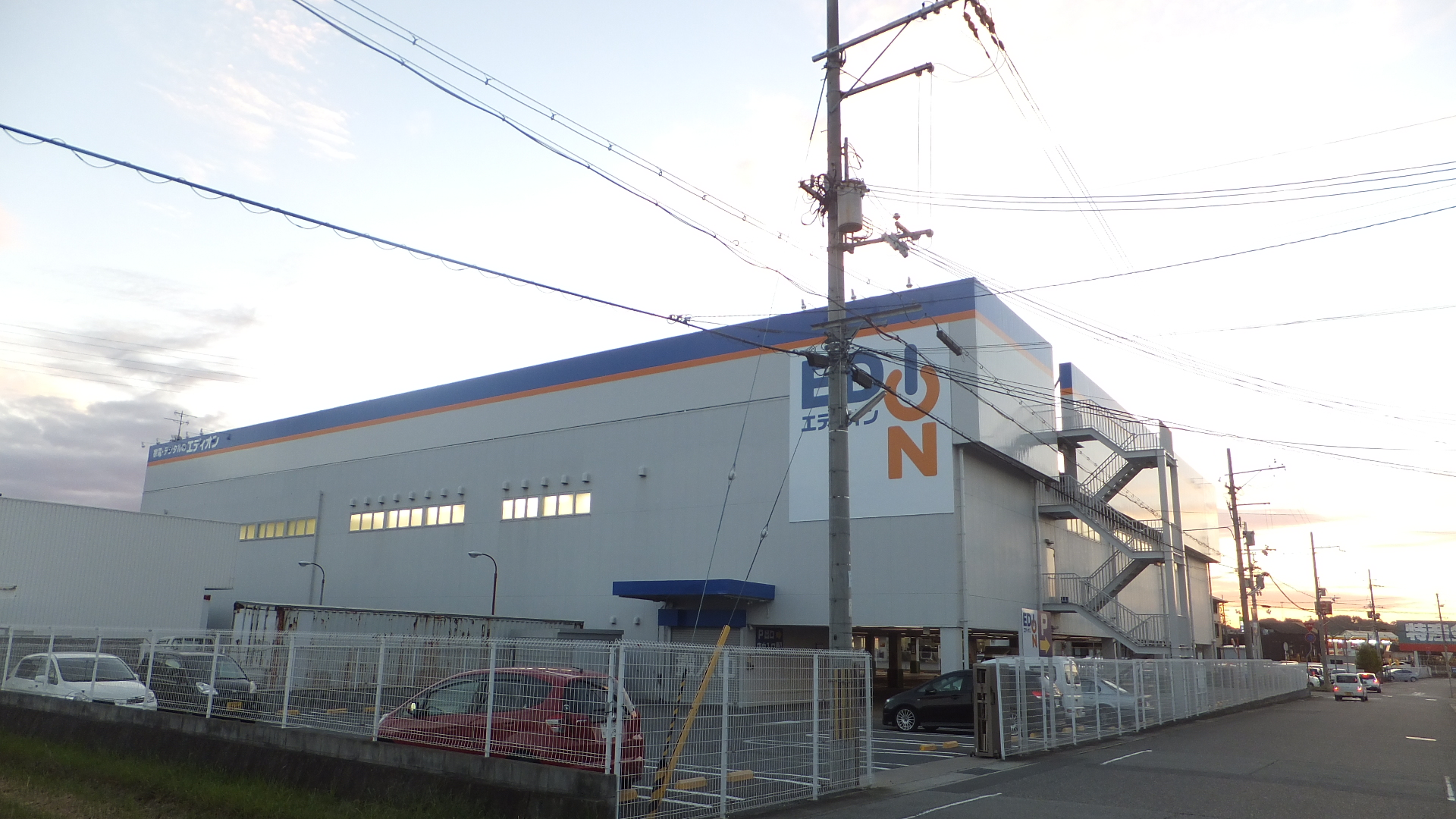
エディオン三木店
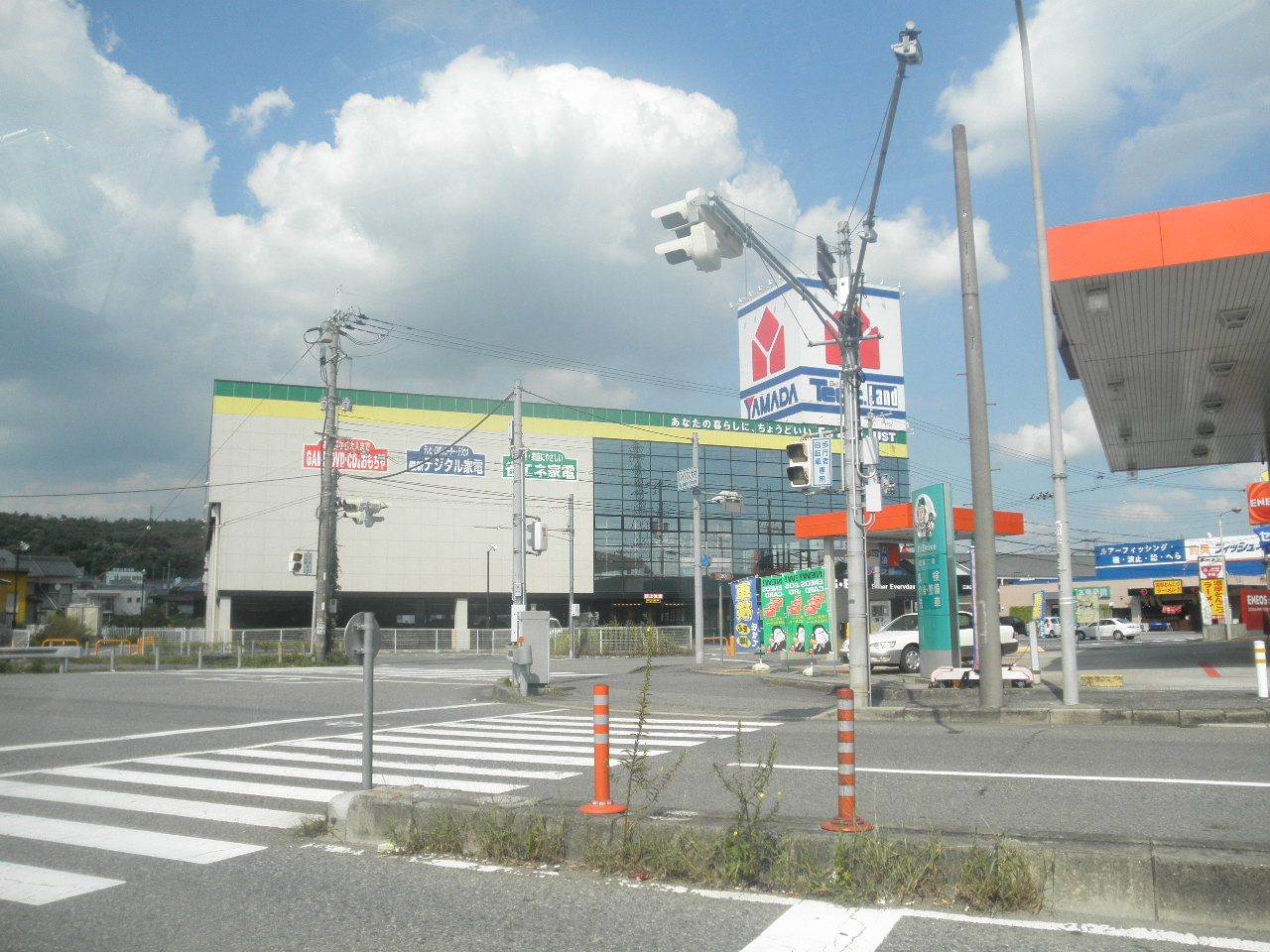
ヤマダ電機テックランド三木店
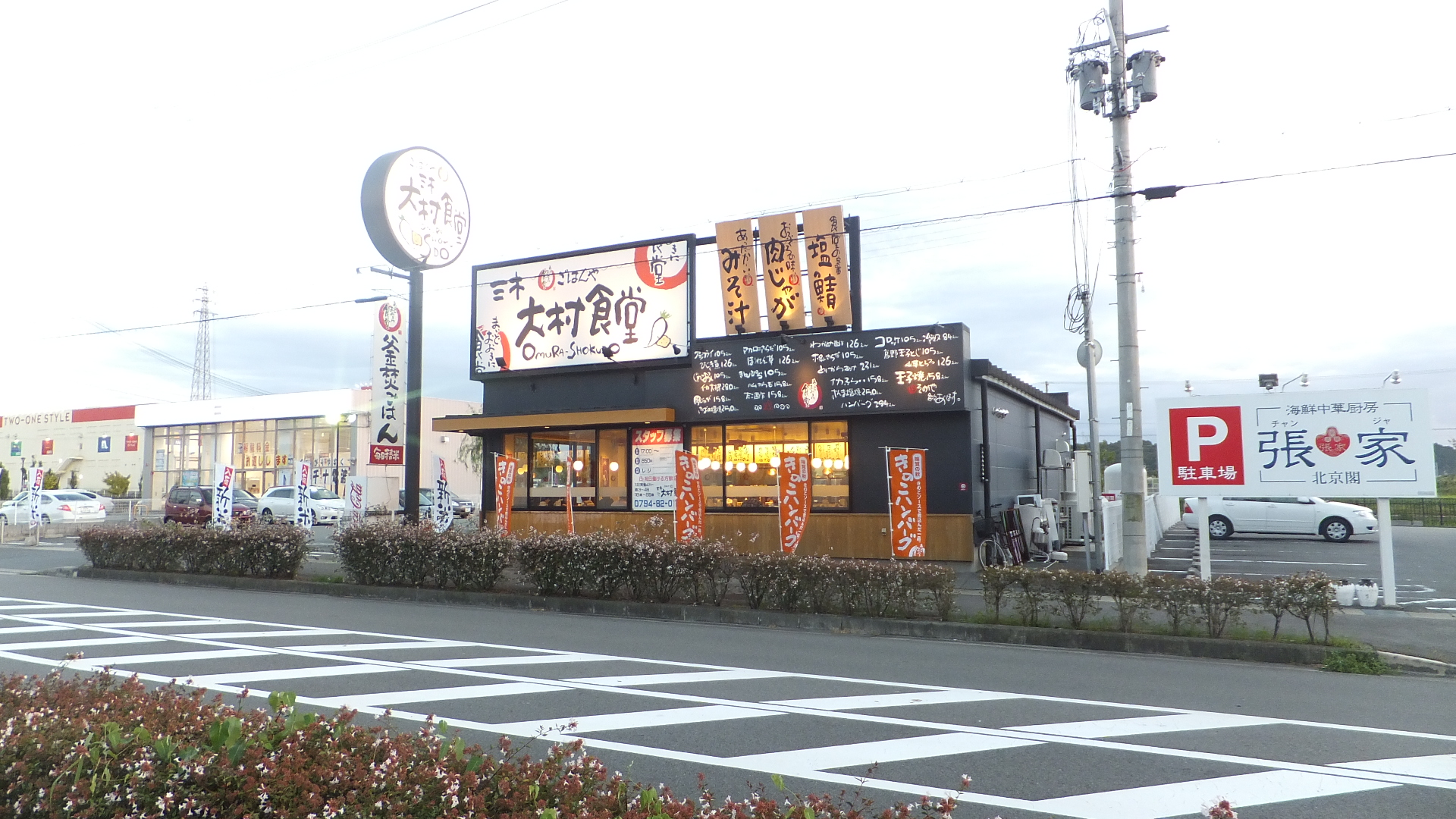
まいどおおきに食堂（大村食堂）
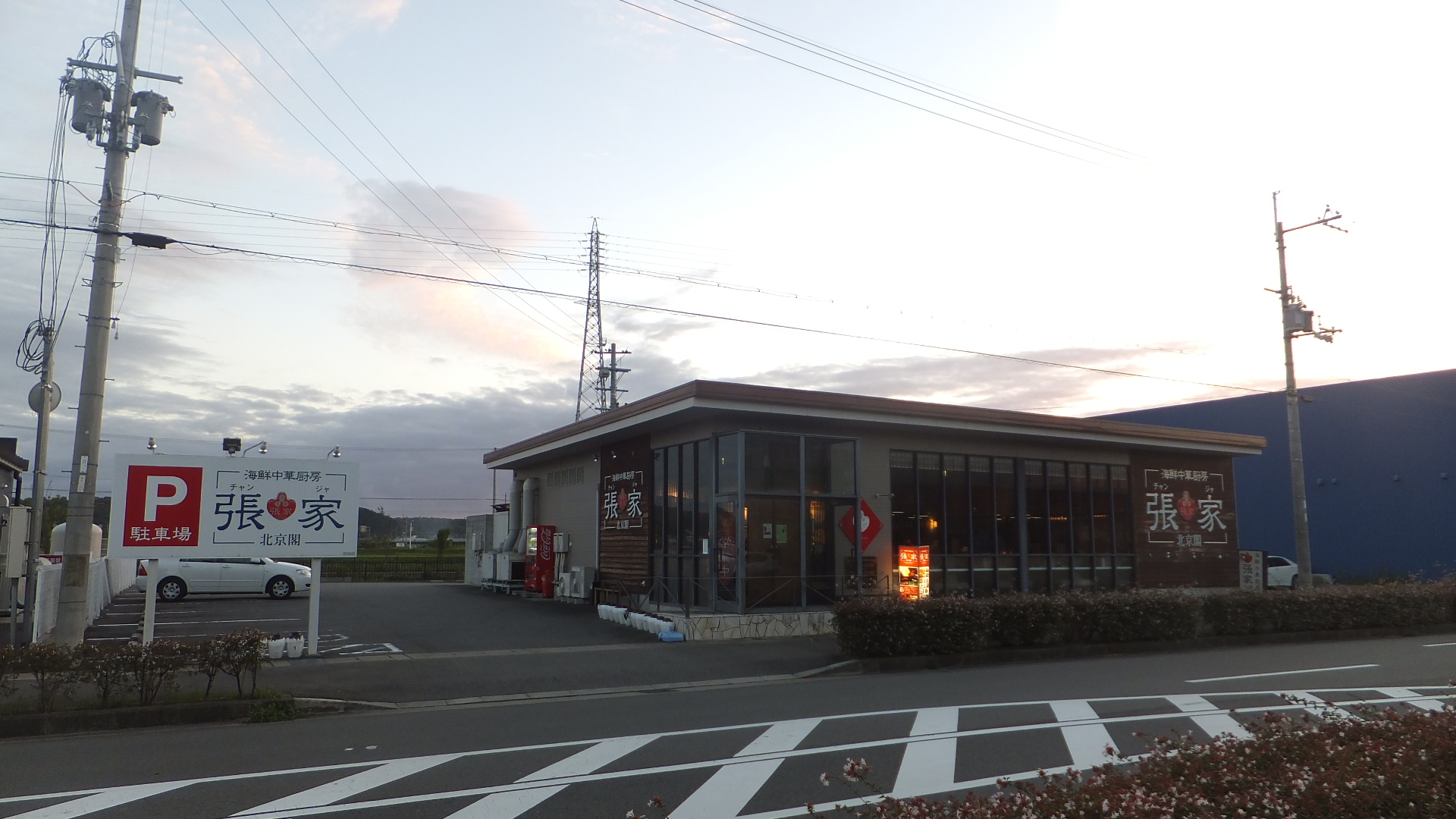
北京閣三木店
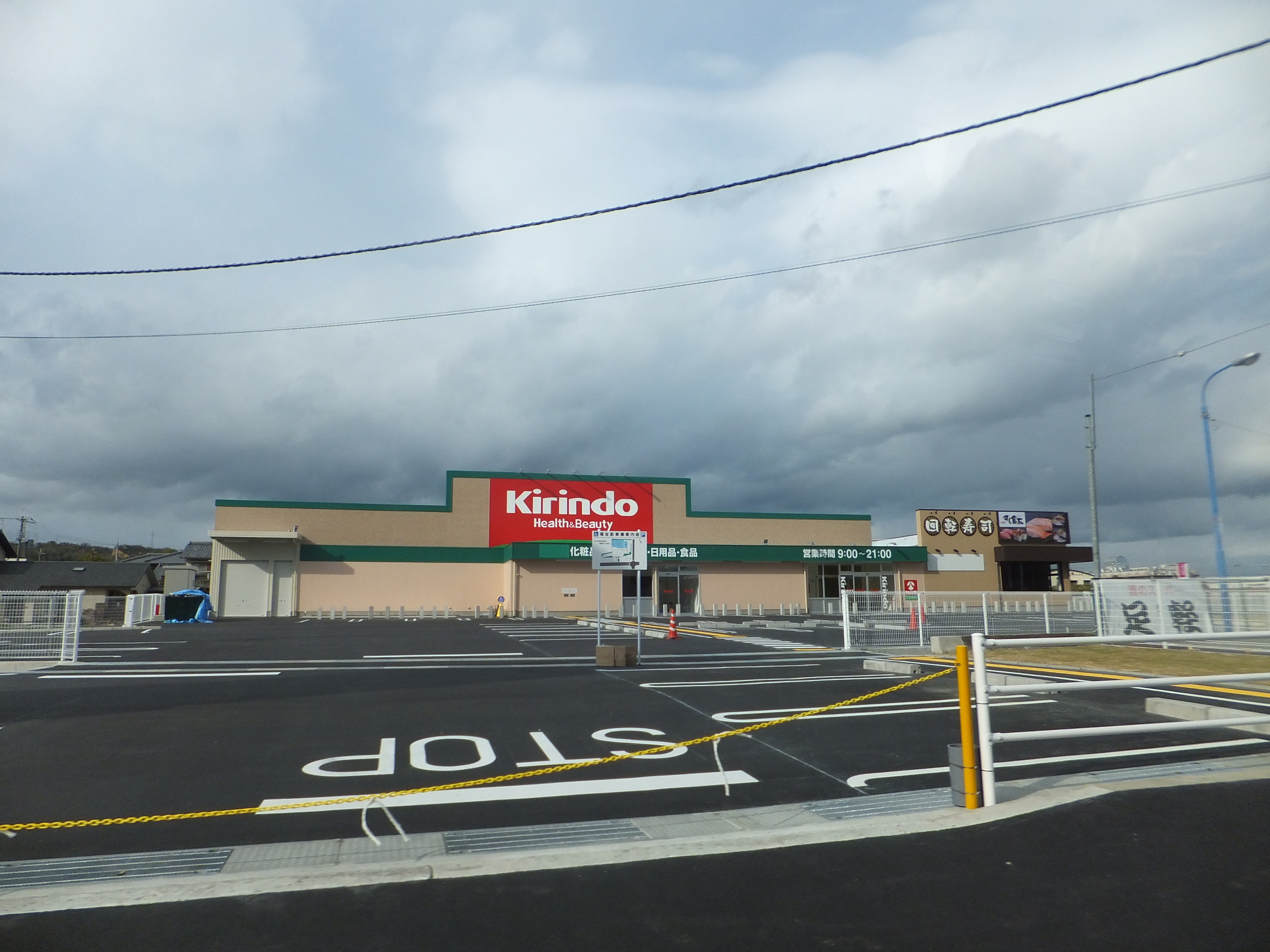
キリン堂三木大村店
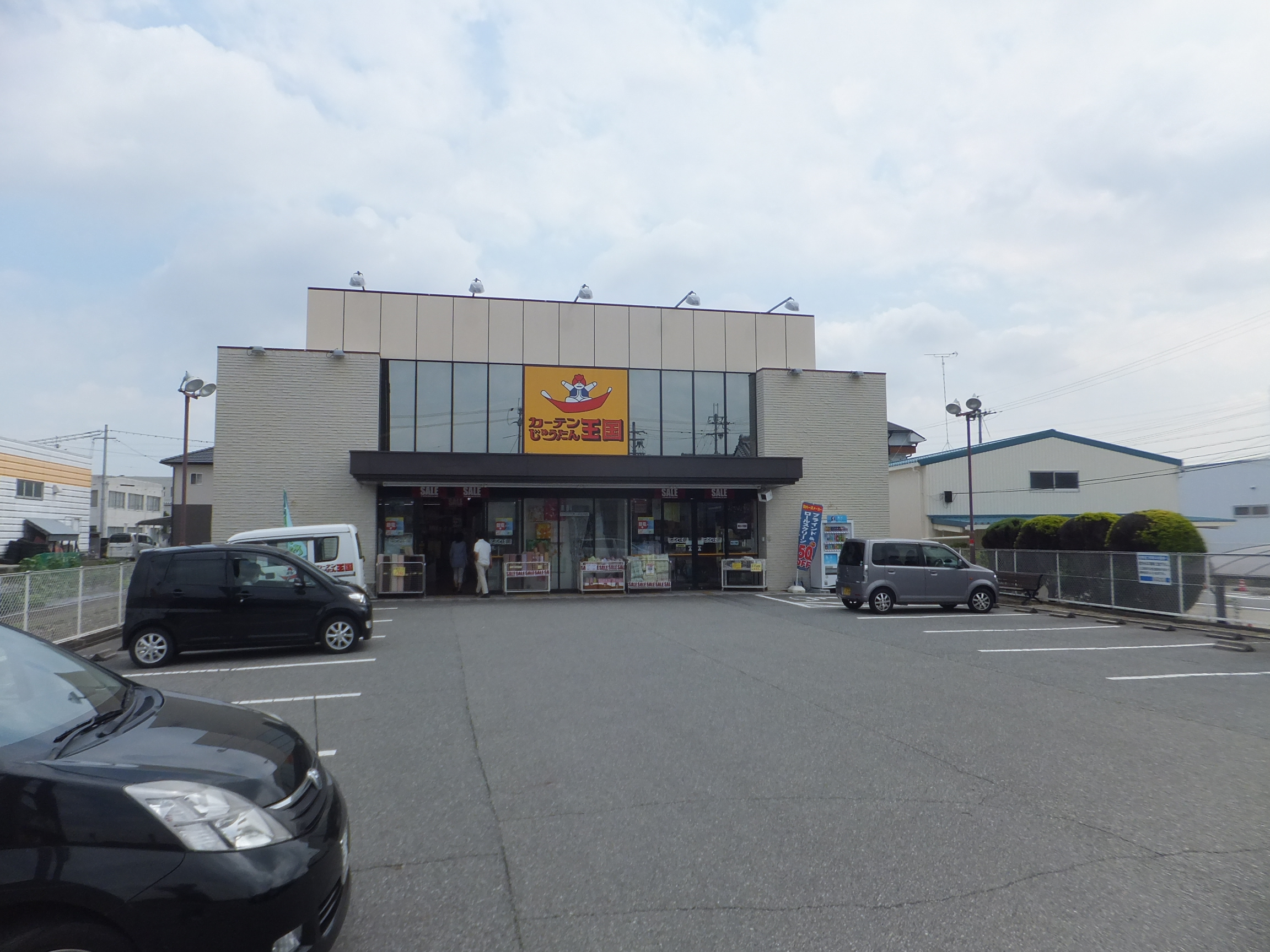
カーテン・じゅうたん王国新三木店
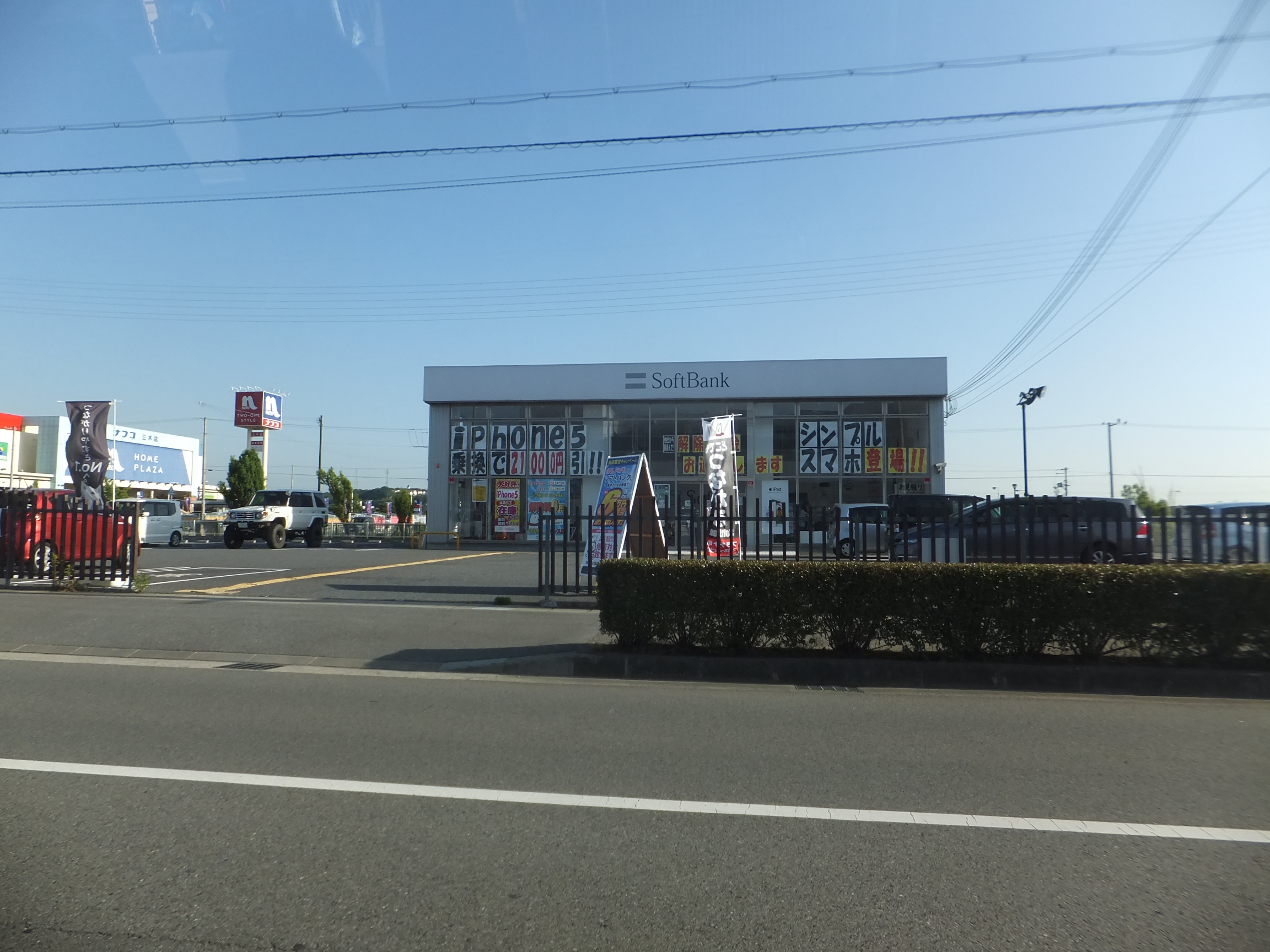
ソフトバンク三木店

### 過去に存在した施設
- 星電社[11]
- 和光電気[11]
- アルペン三木店
- ジュンテンドー
- キャラジャ
- 日産自動車三木店
- シャトレーゼ
- でん三木店
- 焼肉市場 肉りゅう（でん三木店跡）
- コミック・バスターOTOM G@RDEN三木店
- 自遊空間OTOM GARDEN CAFE三木小野インター(Supported by 自遊空間)店(コミック・バスターOTOM G@RDEN三木店跡）

## 祭事
- 三木夏まつり花火大会 - 2008年8月1日まで[19]

## 人物
- 大村由己 - 豊臣秀吉の祐筆
- 角野友基 - スノーボード選手